# Геологічні пам'ятки природи Луганської області

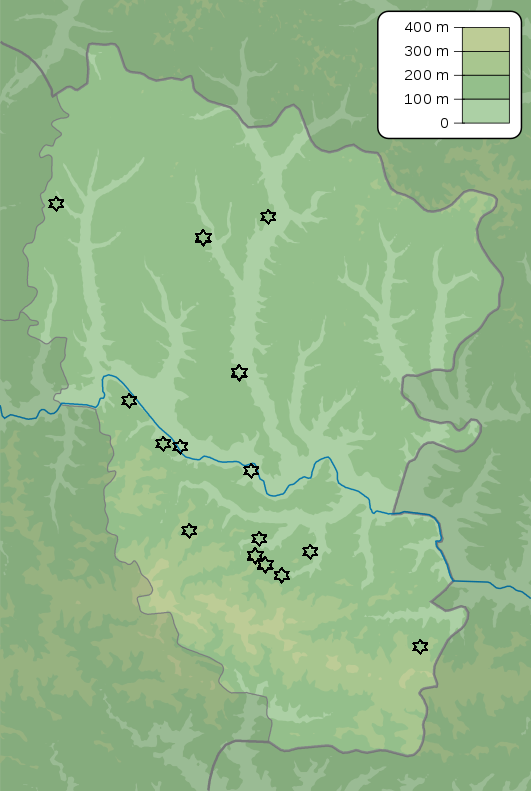
Карта розміщення геологічних пам'яток природи Луганської області

Геологічні пам'ятки природи Луганської області — унікальні або типові геологічні об'єкти на території Луганської області України, що мають наукову, культурно-пізнавальну або естетичну цінність і охороняються державою, або потребують охорони. На території області офіційно оформлено 14 геологічних пам'яток місцевого значення і 1 загальнодержавного (Конгресів яр). Загалом на території області існує близько 50 об'єктів природи, що мають палеонтологічну, стратиграфічну, літологічну, структурну або мінералогічно-петрографічну цінність і потребують охорони або відповідного облаштування для туристичного і навчального ознайомлення.

## Алчевський район
На території Алчевського району присутні 8 геологічних пам'яток природи, 3 з яких оформлені офіційно.
Балка Гуркова — ерозійна форма рельєфу, що впадає зліва в балку Калинівську біля південної околиці міста Сокологірськ. Вапняк цього розрізу унікальний через наявність великої кількості і таксономічної різноманітністі зубів акул, що не має аналогів в Україні. У балці, на її лівому схилі відслонена середня частина світи (знизу догори):
1. Вапняк сірий, дрібнокристалічний, містить залишки форамініфер, мохуваток, брахіопод (3,63 м).
2. Перешарування алевролітів і пісковиків, у середній частині товщі міститься 2 вугільних пласти 14& і 20 см завтовшки. У верхній частині товщі залягає вугільний пласт 22 см).
3. Вапняк сірий, у нижній частині з бурим відтінком, дрібнокристалічний. Містить численні залишки форамініфер, моховаток, брахіопод, остракод, криноідей (від 2,5 до 4,7 м).
4. У нижній частині залягає алевроліт потужністю 3 м. Вище йде вугільний пласт 0,45 м, який перекривається аргілітом з рідкісними залишками рослин (5,05 м).
5. Вапняк темно-сірий, глинистий, з численними залишками організмів (0,74 м).
6. Перешарування аргілітів, алевролітів і пісковиків (36 м).
7. Вапняк детритусовий, детрит представлений уламками скелетних утворень форамініфер, мохуваток, криноідей, остракод, гастропод, брахіопод (від 11 до 17 м).
8. У нижній частині алевроліт потужністю 11 м, у верхній — пісковик дрібнозернистий потужністю 2,2 м.
9. Вапняк сірий, детритусовий, уламки представлені залишками криноідей, брахіопод, остракод, мохуваток, форамініфер (4 м).
10. Пісковик дрібнозернистий, з рідкими крупними уламками стовбурів плауноподібних, каламітів і кардаїтів (21,5 м). Вище залягає сірий алевроліт потужністю 7,2 м, у верхній частині якого міститься вугільний пласт (0,19 м.).
11. Вапняк жовтувато-сірий, глинистий, містить залишки брахіопод, пелеципод, мохуваток, рідкісні залишки трилобітів (0,8  м).
12. Аргіліт темно-сірий, з сидерітовими конкреціями (19 м). У крівлі шару залягає вугільний пласт (0,2 м.)
13. Вапняк сірий, крупнодетритусовий, з численними залишками криноідей, мохуваток, брахіопод, водоростей. Містить численні зуби та луску акул й інших риб (0,3 м).
14. У нижній частині товщі залягає аргіліт (0,19 м), у середній — алевроліт (13,6 м), у верхній частині — пісковик (20 м). У середній частині алевроліту залягає вугільний пласт (0,2 м).
15. Вапняк світло-сірий із залишками криноідей (1,54 м).
16. Перешарування пісковиків і алевролітів (27,4 м).
17. Вапняк темно-сірий, з рідкими залишками криноідей, остракод, брахіопод, пелеципод (0,65 м). На лівому схилі балки відслонений малопотужний вапняк, у якому у великій кількості містяться зуби і луска хрящових риб, акантод і палеонісків, залишки плеченогих. Серед зубів акул визначено 19 родів з 11 родин. Наявні дані свідчать про унікальність цього комплексу щодо рівня різноманітності та перспективності подальшого, більш глибокого вивчення хрящових риб карбону України. Палеонтологічний об'єкт, що не потребує охорони.

Калинове-1 — відслонення у балці Гуркова, що впадає зліва в балку Калинівську біля південної околиці міста Сокологірськ. На цьому місці відслонена більша частина світи:
1. Вапняк сірий, кристалічний, детритусовий, серед органічних залишків переважають уламки форамініфер, криноідей, мохуваток, брахіопод і гастропод. Зрідка зустрічаються залишки морських їжаків, гастропод, трилобітів (0,5 м).
2. Товща перешарування аргілітів і алевролітів з рідкісними, малопотужними прошарками пісковику (86 м).
3. Вапняк сірий, глинистий, із залишками брахіопод, гастропод, пелеципод (0,4 м).
4. Унизу залягає аргіліт темно-сірий з сидерітовими конкреціями й уламками раковин пелеципод. Вище йде алевроліт темно-сірий з рослинним детритом (12,8 м).
5. Аргіліт вапняковий темно-сірий з великою кількістю раковин поганого збереження (0,1м).
6. Перешарування аргілітів, алевролітів, пісковиків (36 м).
7. Вапняк з крупними колоніями коралів, мохуваток, пелеципод, брахіопод, водоростей (1 м).
8. Аргіліт темно-сірий з рослинним детритом (13 м).
9. Вапняк зеленувато-сірий, піщано-глинистий, із залишками брахіопод і пелеципод (0,3 м).
10. Аргіліт сірий з прошарками алевроліту (3,5 м). Вище залягає кам'яне вугілля (0,15 м). Далі відслонюються аргіліти і алевроліти із залишками брахіопод.
11. Вапняк піщаний, сірий, із залишками брахіопод, в окремих прошарках переповнений залишками фауни (0,1м).
12. Алевроліт, що поступово переходить в аргіліт з рослинним детритом (5,6 м).
13. Алевроліт вапнякуватий, бурий, плитчастий (0,35 м).
14. Алевроліт з рослинним детритом (3,7 м), що змінюється біля верху аргілітом (2 м), з відбитками рослин доброго збереження.
15. Вапняк темно-бурий, глинистий, з великою кількістю мушлевого детриту (0,2 м).
16. Перешарування аргілітів, алевролітів, пісковиків (30 м).
17. Вапняк сірий, глинистий, із залишками брахіопод, криноідей, остракод (0,15 м).
18. Перешарування аргілітів, алевролітів, пісковиків (30 м).
19. Вапняк темно-сірий, глинистий, із залишками брахіопод, криноідей, пелеципод (0,3 м).
20. Перешарування аргілітів, алевролітів, пісковиків (30 м).
21. Алевроліт зеленувато-сірий з лінзами вапняку. Зустрічається фауна поганого збереження (0,2 м).
22. Перешарування аргілітів, алевролітів, пісковиків (96 м).
23. Вапняк жовто-бурий, глинистий у крівлі з великою кількістю пелеципод і брахіопод (0,4 м).
24. Аргіліт сірий з великою кількістю залишків брахіопод. Угорі замінюється алевролітом (0,85 м).
25. Вапняк темно-сірий, масивний, дрібнодетритусовий, із залишками брахіопод, пелеципод, криноідей, мохуваток (2 м).
26. Перешарування аргілітів, алевролітів, пісковиків (90 м).

Стратиграфічний і палеонтологічний об'єкт, що потребує охорони.
Калинове-2 — відслонення на лівому березі річки Лугань, північна околиця селища Калинове. На 5 м вище вапняку і приблизно за 30 м нижче крівлі світи відомі багаті місцезнаходження викопної флори. Знизу догори відслонюються наступні верстви:
1. Вапняк сірий, детритусовий. У верхній частині вміщує стягнення чорних кременів, містить залишки форамініфер, брахіопод, криноідей, остракод, морських їжаків, одиночних коралів (2,1 м).
2. Аргіліт сірий з сидерітовими прошарками (38 м).
3. Алевроліти і пісковики (22 м).
4. Вапняк сірий, грудкуватий, у нижній частині глинистий. Містить залишки брахіопод, остракод, морських їжаків, двостулкових і брюхоногих молюсків (0,2 м).
5. Аргіліт, який поступово переходить в алевроліт, що переходить у пісковик (12 м).
6. Вапняк буровато-сірий, детритусовий, із залишками брахіопод, молюсків, криноідей (0,1 м).
7. Перешарування аргілітів і алевролітів (15,5 м).
8. Вапняк сірий, детритусовий, що включає залишки брахіопод, остракод, мохуваток, гастропод (1,4 м).
9. Перешарування аргілітів, алевролітів і пісковиків (62 м).
10. Вапняк сірий, масивний, детритусовий із залишками брахіопод, остракод, криноідей, мохуваток (0,5 м).
11. Перешарування аргілітів, алевролітів і пісковиків (72 м).
12. Вапняк сірий, масивний, детритусовий. Містить залишки брахіопод, гастропод, мохуваток, криноідей (1,3 м).
13. Перешарування аргілітів, алевролітів і пісковиків (49 м).
14. Вапняк сірий, детритусовий з домішкою теригенного матеріалу. Містить численні залишки криноідей, мохуваток, брахіопод, молюсків (0,5 м).
15. Перешарування алевролітів і пісковиків (57 м).
16. Вапняк бурий, глинистий, місцями переходить в алевроліт вапняний з рясними залишками криноідей і пелеципод (0,3 м).
17. Вапняк відокремлений від попереднього вапняку шаром аргіліту (4,7 м). Загальна потужність шару — 5,6 м.
18. Перешарування аргілітів і пісковиків (55 м).
19. Вапняк темно-сірий, піскуватий, містить уламки криноідей, мохуваток, гастропод (0,45 м).
20. Перешарування аргілітів, алевролітів і пісковиків (105 м).
21. Вапняк світло-сірий, глинистий, масивний. Зустрічаються брахіоподи, криноідеї, мохуватки, гастроподи (0,3 м).
22. У нижній частині аргіліт сірий (9 м), поступово переходить в алевроліт. Угорі змінюється пісковиком (2 м), який поступово переходить в алевроліт (0,45 м).
23. Вапняк світло-сірий, детритусовий, зустрічаються залишки пелеципод, криноідей, гастропод, рибні залишки (0,7 м).
24. Перешарування аргілітів, алевролітів і пісковиків (16 м).
25. Вапняк сірий, у нижній частині глинистий, вище масивний, детритусовий, із залишками криноідей, мохуваток, гастропод, коралів (0,4 м).
26. Перешарування аргілітів і пісковиків (87 м).
27. Вапняк сірий, масивний, шаруватий, містить залишки брахіопод, остракод, криноідей, молюсків, коралів (0,6 м).
28. Перешарування аргілітів, алевролітів і пісковиків (29 м).
29. Вапняк світло-сірий. Зустрічаються залишки криноідей, коралів, цефалопод (2 м).
30. Перешарування аргілітів, алевролітів і пісковиків, з переважанням аргілітів (39 м).
31. Вапняк сірий, кристалічний, масивний, плитчастий, містить залишки брахіопод, остракод, криноідей, молюсків, трилобітів (0,3 м).
32. Перешарування аргілітів, алевролітів і пісковиків (195 м). Вище залягає вапняк.

У цьому ж розрізі, у Шевченківському яру, приблизно на 5 м вище за розрізом у верхній частині пачки аргілітів потужністю 8 м зустрічаються рясні рослинні залишки доброго збереження: різноманітні членистостебельні, папороті. Ця частина розрізу виділяється як самостійна палеонтологічна пам'ятка Калинове-2.1. У верхній частині світи, приблизно в 30 м нижче за розрізом залягають аргіліти й алевроліти, що мають горизонтальну шаруватість. У приблизно чотириметровій товщі цих порід є декілька малопотужних вугільних прошарків. Порода містить численні відбитки клинолистників, хвощів, плауноподібних, різноманітних папоротей. Для розтину корінних флороносних порід палеонтологічних пам'яток необхідні незначні за об'ємом розчищення. Стратиграфічний і палеонтологічний об'єкт, що потребує охорони.
Калинове-3 — відслонення на лівому березі річки Лугань, північно-західна околиця селища Калинове. У даному розрізі знизу догори відслонюються:
1. Вапняк сірий, масивний, містить залишки брахіопод, гастропод, одиночних коралів, морських їжаків, пелеципод (1,7 м).
2. Перешарування аргілітів і пісковиків (78 м).
3. Вапняк сірий з коричневим відтінком, місцями переходить у черепашняк з вапняно-глинистим цементом. З органічних залишків переважають двостулкові молюски, рідше зустрічаються гастроподи, брахіоподи й остракоди (0,3 м).
4. Аргіліт з пластом пісковику в середній частині (10 м).
5. Вапняк сірий, глинистий, масивний, містить залишки брахіопод, гастропод, криноідей, двостулкових молюсків (0,5 м).
6. Перешарування аргілітів, алевролітів і пісковиків (48 м).
7. Вапняк доломітовий, щільний, глинистий, містить залишки брахіопод, криноідей, мохуваток (3 м).
8. Перешарування аргілітів, алевролітів і пісковиків (100 м).
9. Вапняк світло-сірий, кристалічний, шаруватий, детритусовий. Зустрічаються залишки форамініфер, брахіопод, криноідей (0,7 м).
10. Перешарування арглітів, алевролітів і пісковиків (33,6 м).
11. Вапняк складається з трьох шарів, розділених аргілітом. Потужність прошарків аргілітів 1-2 м. У вапняку зустрічаються залишки форамініфер, брахіопод, криноідей, двостулкових молюсків (1 м).
12. Перешарування аргілітів, алевролітів і пісковиків (58 м).
13. Вапняк світло-сірий з коричневим відтінком, з прошарками червоно-бурого і зеленувато-сірого алевриту. Органічні залишки рідкісні, представлені уламками брахіопод і остракод.
14. Перешарування аргілітів, алевролітів і пісковиків. У пісковику часто зустрічаються стовбури скам'янілих араукарій (200 м). Вище розріз закритий.

Палеонтологічний об'єкт, що не потребує нагляду.

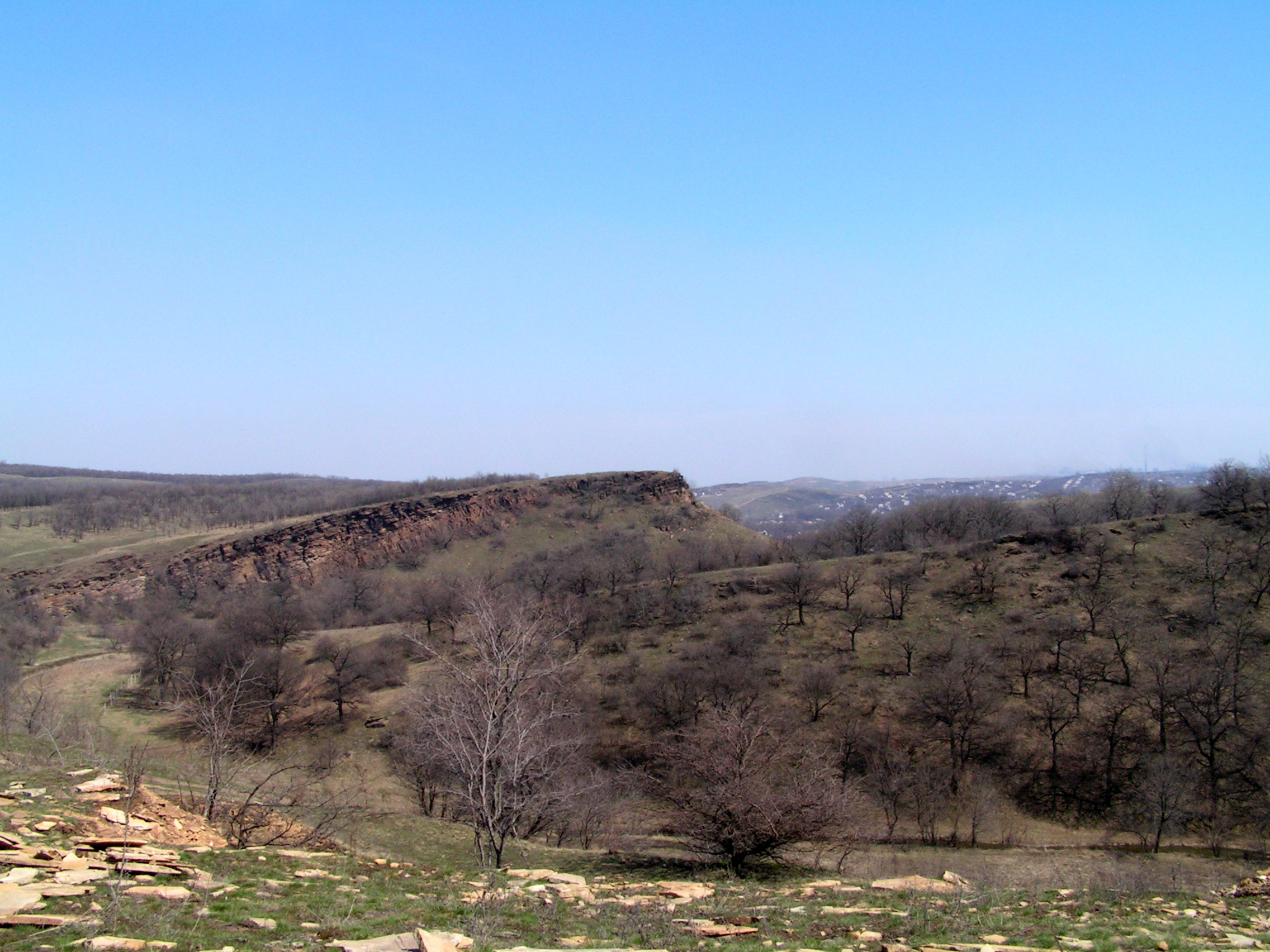
Мар'їн стрімчак
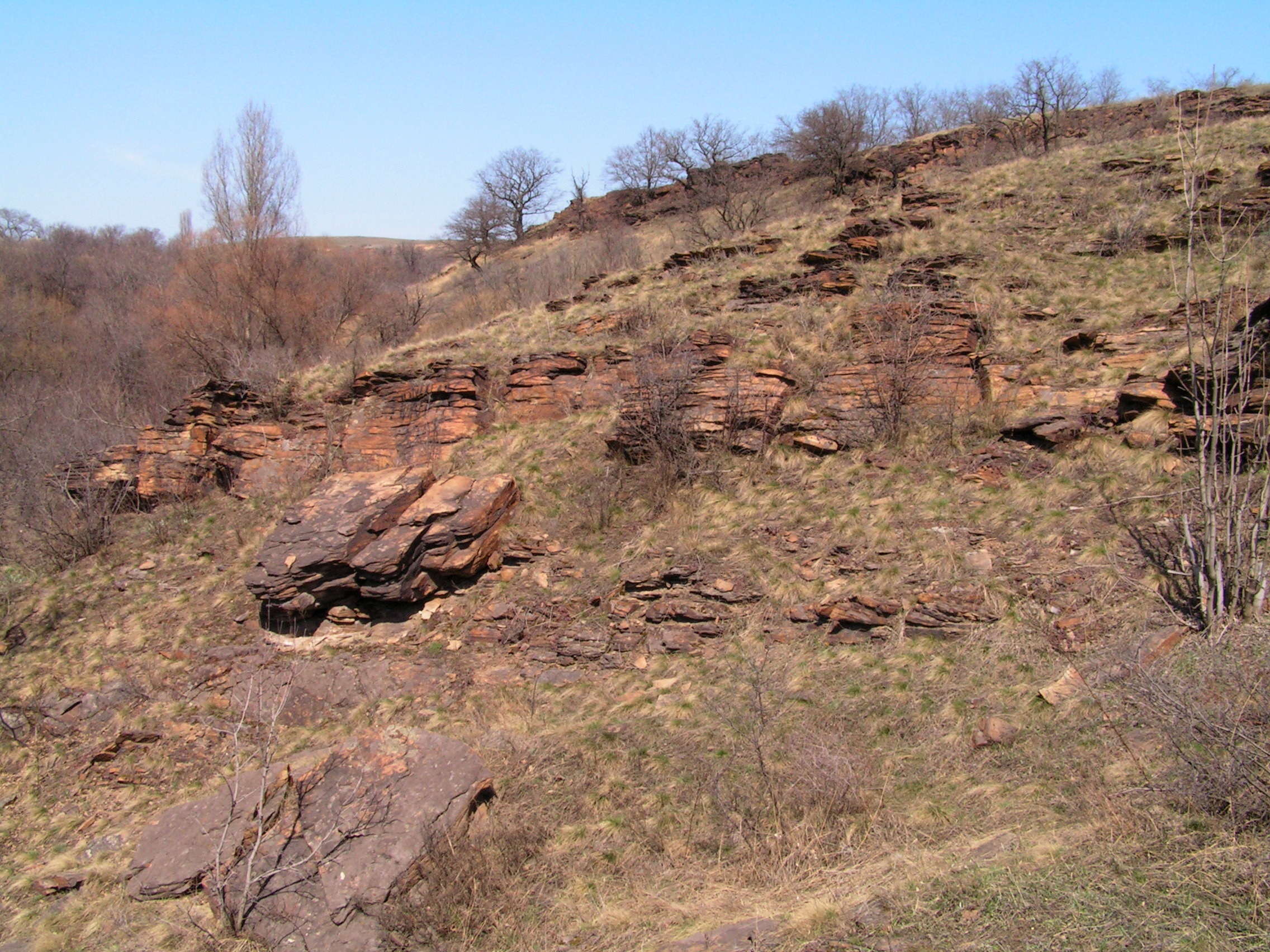
Мар'їн стрімчак

Картанаський кар'єр — відслонення з рештками флори у вапняковому кар'єрі поблизу селища Калинове, на правому березі річки Ломуватка. Під покладами вапняку у верхній частині ісаївськой світи середнього карбону залягає 60-90 метровий пласт середньозернистого пісковику, де виявлені викопні рештки хвойних дерев. Ця знахідка свого часу дозволила удревнити вік появи хвойних з пермського періоду до карбону. Палеонтологічний об'єкт, що потребує нагляду.
Мар'їн стрімчак — скелі з абсолютною висотою 191 м у долині річки Лозова в районі балки Стара Замківка. Геологічна основа представлена відкладеннями середнього карбону, жовтувато-сіруватими, іноді буруватими середньозернистими пісковиками, за мінеральним складом поліміктові польовошпатові кварцові, прошаровані глинистим, вуглистим і слюдистим матеріалом. Зверху розташовані четвертинні відкладення, представлені жовто-бурими суглинками з включенням уламків порід карбону. Петрографічний об'єкт, що потребує нагляду.
Слов'яносербська — піщаний кар'єр на північній околиці селища Слов'яносербськ. На схилах кар'єру відслонення марфинського горизонту неогену завтовшки 1,5 м. Відслонення представлене шаром кварцової, добре обкатаної гальки в дрібнозернистому кварцовому піску, який має бурий колір через високий вміст заліза. Дані утворення перешаровуються з конгломератами і підстилаються білими кварцовими пісками з прошарком глин берекської світи завтовшки 8 м. Стратиграфічно-літологічний об'єкт, що потребує нагляду.
Юр'ївська — крейдяний кар'єр, геологічна пам'ятка природи місцевого значення стратиграфічного та тектонічного типу, на північ від селища Юріївка, на лівому березі річки Біла. У кар'єрі, а також у сусідніх ярах та вимоїнах виходить на денну поверхню повний розріз туронського, коньякського і сантонського ярусів крейдової системи. Спостерігаються незвичні для шарів цього віку круті падіння (60–80°), що збігаються з падінням розташованих нижче порід кам'яновугільного періоду. Стратиграфічний об'єкт, що потребує нагляду.

## Довжанський район
На території Довжанського району присутні 4 геологічні пам'ятки природи, 1 з яких оформлена офіційно як місцевого значення.
Королівські скелі — геоморфологічний об'єкт, мальовничі скелі заввишки 80-100 м на лівому березі річки Верхнє Провалля поблизу села Черемшине. Річка перетинає потужні пісковики моспинської свити середнього карбону. Протяжність скель понад 1 км. Наявність скель сприяла збереженню різноманітних рослинних форм, які на суміжних територіях під впливом техногенезу практично зникли. Для збереження унікальної флори на прилеглих територіях створено ділянку Луганського заповідника — Провальський степ. Об'єкт потребує нагляду.
Ізваринське відслонення — відслонення (залізнична виїмка) поблизу села Ізварине. У розрізі нижня частина світи до вапняку відслонена фрагментарно (на денну поверхню виходять тільки вапняки і пісковики), верхня частина світи під час спорудження залізничної виїмки розкрита повністю. У розрізі зверху донизу відслонюються:
1. Вапняк темно-сірий, на зламі з коричневим відтінком. Загальна потужність — 1,5 м.
2. Перешарування аргілітів, алевролітів, пісковиків. У нижній, середній та верхній частинах товщі залягають три вугільних пласти потужністю 0,1 м. Загальна потужність близько 45 м.
3. Вапняк темно-сірий, на зламі з коричневим відтінком, кристалічний.
4. Перешарування аргіліту, алевроліту, пісковику. У нижній та верхній частинах товщі залягають вугільні пласти потужністю 0,1 м, у середній — 0,2 м. Загальна потужність близько 41 м.
5. Вапняк темно-сірий, приховано кристалічний. Загальна потужність — 0,7 м.
6. Перешарування аргіліту, алевроліту, пісковику. У верхній частині товщі залягає пласт вугілля — 0,1 м. Загальна потужність — 14 м.
7. Вапняк сірий, з бурим відтінком, ділянками вохристий. Загальна потужність — 0,36 м.
8. Перешарування аргіліту, алевроліту, пісковику. У центральній частині товщі залягає пласт вугілля потужністю 0,28 м. Загальна потужність — 17 м.
9. Вапняк бурий, алевритовий, з окатаним детритом криноідей, брахіопод, форамініфер. Загальна потужність — 0,05 м.
10. Перешарування аргіліту, алевроліту, пісковику. Загальна потужність — 22,5 м.
11. Вапняк бурий, грудкувато-жовнової текстури, детрит представлений криноідеями і брахіоподами, зустрічаються форамініфери поганого збереження. Загальна потужність — 0,1 м.
12. Перешарування аргіліту, алевроліту, пісковику. У нижній частині товщі залягає вугільний пласт потужністю 3 см. Загальна потужність — 8 м.
13. Вапняк у нижній частині з численною фауною колоніальних коралів, брахіопод, форамініфер, мохуваток. У верхній частині вапняк охристий, з крупними брахіоподами. Загальна потужність — 1,3 м.
14. Перешарування аргілітів з алевролітами. Загальна потужність — 6 м.
15. Вапняк від світло-сірого з буруватим відтінком до бурого кольору, алевріто-піскуватий. Включає залишки форамініфер і детрит криноідей, мохуваток, брахіопод. Загальна потужність — 1 м.
16. У верхній частині аргіліт з ланцюжками залізисто-карбонатних конкрецій, який перекривається алевролітом. Загальна потужність — 5 м.
17. Вапняк бурий, з численними раковинами крупних брахіопод, дрібних гастропод і крупним детритом криноідей, брахіопод, гастропод. Загальна потужність — 3,4 м.
18. Перешарування алевроліту з пісковиком і аргілітом. У нижній частині шару вугілля потужністю 0,1 м. Загальна потужність шару — 9 м.
19. Вапняк світло-сірий з буруватим відтінком, переповнений стулками брахіопод, криноідеями, форамініферами. Загальна потужність — 2 м.
20. Перешарування аргілітів, алевролітів, пісковиків. У середній частині товщі залягає вугільний пласт потужністю 5 см, у середній — 7 см, у верхній — 0,1 м. Загальна потужність близько 47 м.
21. Вапняк сірого кольору, детритовий, у складі якого переважають криноідеї і брахіоподи. Загальна потужність — 4,8 м.
22. Аргіліт вапняковий з морською фауною, в центральній частині якого залягає алевроліт з рідкісним детритом криноідей і остракод. Загальна потужність — 4,8 м.
23. Вапняк. Загальна потужність — 0,4 м.
24. Перешарування аргілітів, алевролітів, у нижній частині шару залягає пісковик. Загальна потужність — 31 м.
25. Вапняк представлений конкреційним прошарком. У ядрах конкрецій вапняку виявлена фауна дрібних брахіопод і гастропод.
26. У верхній частині аргіліт потужністю 2,8 м, у нижній — алевроліт потужністю 2 м.
27. Вапняк бурий, піскуватий, з рідким детритом криноідей, брахіопод і форамініфер. Загальна потужність — 2 м.
28. Перешарування аргілітів, алевролітів, пісковиків. У нижній частині товщі залягає вугільний пласт. Загальна потужність — 22 м.
29. Вапняк піскуватий, з включеннями брахіопод і пелеципод, криноідей, гастропод. Зустрічаються мінералізовані залишки крупних стовбурів рослин. Загальна потужність — 0,3 м.
30. Перешарування аргілітів з алевролітами, у нижній частині шару залягає вугільний пласт потужністю 5 см. Загальна потужність близько 15 м.
31. Вапняк з крупними раковинами брахіопод, детритом криноідей, мохуваток. Загальна потужність — 0,5 м.

Об'єкт потребує нагляду.

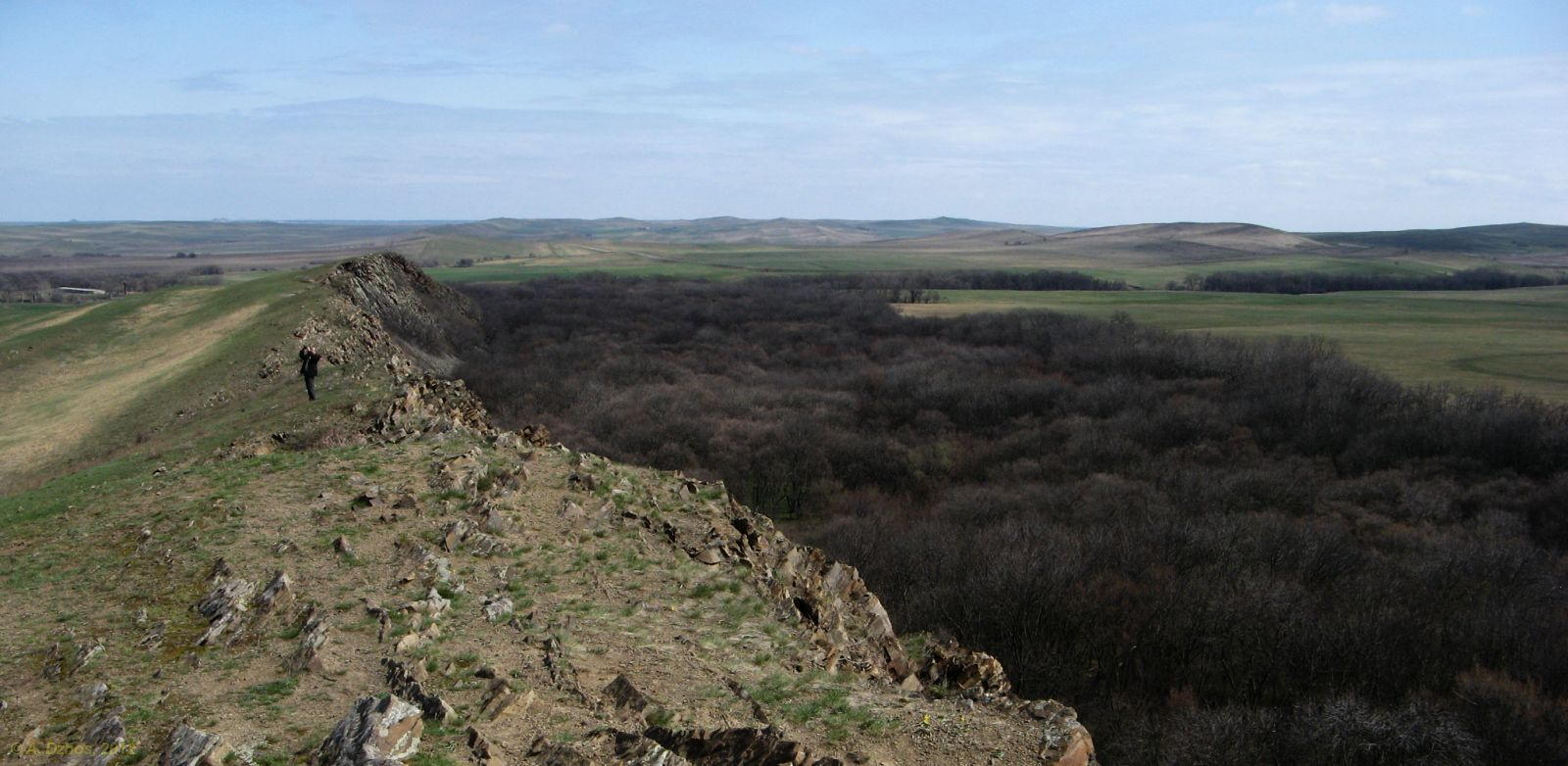
Королівські скелі
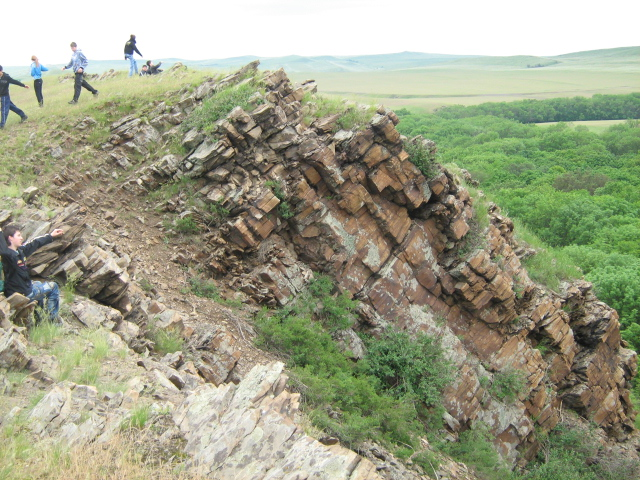
Королівські скелі

Попівське відслонення — відслонення біля села Попівка, на лівому схилі балки Кладова, яка відкривається в долину річки Сіверський Донець біля південної околиці села Попівка. Баритові конкреції містяться в товщі однорідного мергелю, потужність якого становить близько 27 м, і приурочені до двох горизонтів. Більша частина конкреційних утворень зосереджена в нижньому горизонті — вузькій зоні мергелю потужністю 2,5-3 м, розташованій приблизно в 20-23 м від його покрівлі. Бідніший на конкреції інший інтервал розрізу (1,5-2 м), розташований в 12 м від покрівлі. В осипу конкреції зустрічаються тільки там, де відслонюються дані горизонти. Баритові конкреції мають кулясту або трохи сплюснуту по вертикальній осі форму. Рідше зустрічаються подовжені й коржеподібні стягнення. Поверхня рівна, гладка. Розміри різні — від 3 до 20 см. Для конкрецій характерні радіальні тріщини скорочення, які повністю або частково заповнені кристалами безбарвного бариту. Мінералогічно-петрографічний об'єкт. що потребує нагляду.
Кружилівський купол — підняття куполоподібної структури поблизу села Кружилівка, що є причиною утворення зміни напрямку течії Сіверського Донця. У районі розташування структури активізовані ерозійні процеси та площинний змив, на найбільш високих ділянках звичайно відсутнє ґрунтове покриття. Тектонічний об'єкт, що не потребує охорони.

## Луганський район
На території Луганського району присутні 20 геологічних пам'яток природи, 4 з яких оформлені офіційно як місцевого значення.
Балка Безіменна (Вербова) — геологічний розріз на схилах ерозійної форми рельєфу, що на північно-західній околиці села Іллірія. У русловій частині балки спостерігається розріз моспинської світи середнього карбону. Утворення світи представлені шарами аргілітів, алевролітів, пісковиків, вапняків та кам'яного вугілля, що чергуються між собою. У межах балки унікальне для Донбасу за своєю геологічною повнотою відслонення, де можна спостерігати невеличкі за амплітудою поздовжні та поперечні тектонічні порушення. Загальна протяжність виходів утворень світи перебільшує 1,2 км. Загальна потужність товщі, що відслонюється, з урахуванням тектонічних порушень, становить близько 500 м. Стратиграфічний об'єкт, що не потребує охорони.
Білоріченське відслонення — відслонення за 2 км на північний схід від околиці Білоріченського на правому крутому схилі балки Хрестова. Єдине місце в Україні і колишньому СРСР, де відомі виходи гірських порід, складених мушлями великих форамініфер псевдосидеролітів. Також є стратотипом білоріченської світи нижнього еоцену, в нижній частині яких виявлено багатий комплекс молюсків. На правому схилі балки знизу доверху залягають:
1. Своєрідні гірські породи, складені раковинами крупних форамініфер і уламками колоній мохуваток. Породи жовтуватого кольору, щільні, добре зцементовані. Тут рідко зустрічаються уламки тонких голок морських їжаків і трубочки червів, а також детрит мушель (1 м).
2. На еродованій поверхні шару з базальним галечником у фундаменті залягають: — пісковик зеленувато-сірий, глауконітово-кварцовий, тонкозернистий з опалово-глинистим цементом, з епізодичною галькою кременя та безліччю ядер і відбитків молюсків доброго збереження. Максимальні скупчення залишків молюсків (близько 100 видів[1]) приурочені до нижньої приконтактової частини шару. Окрім них у пісковиках виявлені одиночні корали, голки морських їжаків, кістки хребетних, мохуватки, губки, відбитки хвощеподібних й інших рослин, а також залишки ракоподібних, зуби акул (4-5 м).
3. Пісковик зеленувато-сірий, глауконітово-кварцовий, з численними округлими порожнинами, з очажковим окременінням, численними озалізненими рослинними залишками та дуже рідкісними ядрами і відбитками молюсків (2 м).
4. Пісковик зеленувато-сірий, міцний глауконітово-кварцовий, ділянками окременілий, у верхній частині з домішкою псефітового матеріалу. У пісковику зустрічається своєрідна фауна молюсків (0,8 м).

Великий інтерес представляє знахідка решток одного з родів прадавніх морських змій. На теперішній час на території колишнього СРСР відомо всього 11 місцезнаходжень цих викопних. Схили балки місцями задерновані, для повного розтину розрізу необхідні невеликі за об'ємом розчищення. Палеонтологічний об'єкт, що потребує нагляду.
Верхньогоріхівське відслонення — відслонення в долині річки Луганчик, між селами Волнухине і Першозванівка. На ділянці є ряд свідчень інтенсивного прояву сучасних тектонічних рухів. Каньйоноподібний характер долини у зоні підняття, сильно розчленований рельєф у межах лівого корінного берега, присутність високої заплави, яка складена уламками різних порід. У місці перетину долини річки залізницею вона має асиметричну будову (правий берег пологий, рівнинний, лівий крутий, обривистий). На лівому березі чітке відображення мають мікрокуестові форми рельєфу, широко розповсюджені поодинокі високі бугри, поділені глибокими ярами. На заплаві шириною приблизно 100 м у багатьох місцях збереглися останці корінних порід — бугри діаметром до 100 м і висотою до 10-15 м. Їх наявність свідчить про те, що в цьому районі інтенсивно розвивається бокова ерозія, при цьому процес руйнування відбувається так інтенсивно, що денудаційні процеси не встигають «нормалізувати» профіль заплави. Правий берег річки являє собою рівнину слабо нахилену у бік річища. Під четвертинними делювіальними суглинками, вкритими чорноземом, тут залягають галечники потужністю приблизно 1 м. Галечники складені уламками кам'яновугільних пісковиків, алевролітів, але найбільша їх кількість представлена крейдовими породами. Об'єкт не потребує охорони.
Балка Водяна-2 — ерозійна форма рельєфу на південній околиці селища Успенка, що виходить до долини річки Суха Вільховата. Балка орієнтована субмеридіонально, а за 1 км від впадіння в Суху Вільховату різко змінює напрям течії на субширотний. У своєму верхів'ї балка має симетричний профіль, протікаючи по місцевості з потужним покривом четвертинних делювіальних суглинків. На останньому кілометрі профіль балки різко змінюється: правий берег залишається пологим, тоді як лівий являє собою прямовисну стіну, що підноситься над водотоком на 30 м, бо нижній течії Водяна виходить до висячого крила Ільїчівського насуву, орієнтованого у субширотному напрямку. У результаті обходу диз'юнктивної перешкоди балка прийняла каньйоноподібну форму. Каньйон було загачено греблею Успенського водосховища. Об'єкт потребує нагляду.
Волнухінський кар'єр — вапняковий кар'єр за 1 км на захід від села Волнухине. Потужний шар вапняку мандрикінської світи середнього карбону з включеннями, прожилками і жилами білого кальциту, до якого приурочена флюоритова мінералізація. У вапняку містяться численні викопні рештки (мушлі) брахіопод, гастропод, амоноідей та інших викопних тварин, що мають важливе значення для стратиграфії карбону. У західній частині кар'єру флюорит зустрічається досить часто, у східній — поодинокі прояви. Виділення фіолетового флюориту (іноді рожевого, чорного, незабарвленого) в кальциті мають гніздоподібну форму розмірами від 1 мм до декількох см. Флюоритові агрегати в центрі світло-фіолетові з рожевим відтінком, а на периферії темніють і стають майже чорними. У кальцитових жилах флюорит часто знаходиться в асоціації з дикітом. Утворення флюориту відбувалося за температури 65-90 °C. Палеонтологічний об'єкт, що потребує нагляду.

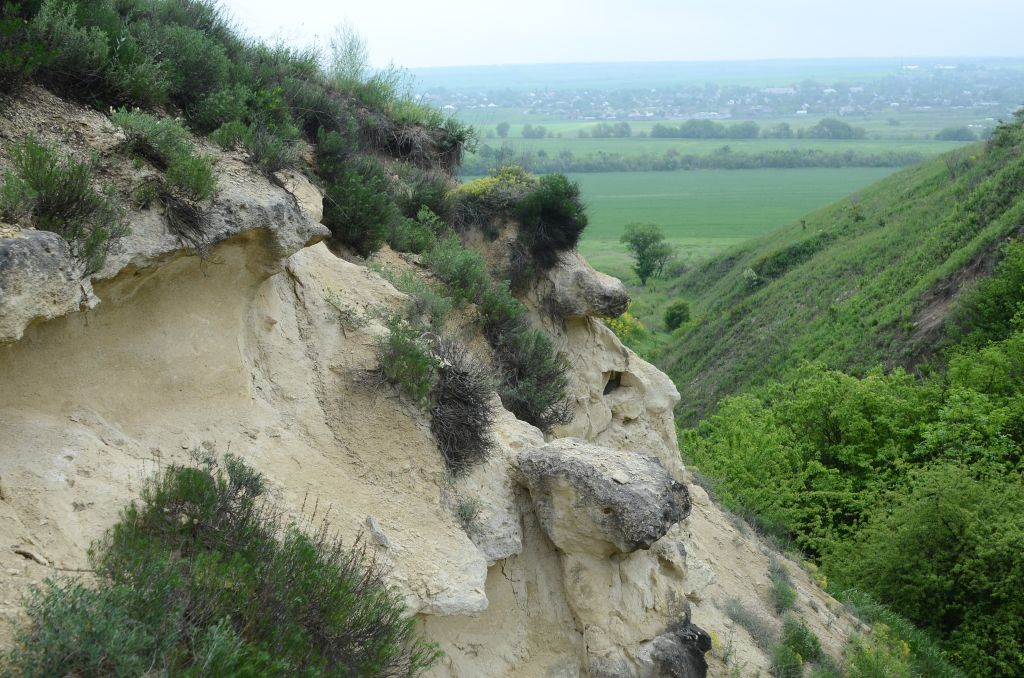
Менчикурівський розріз
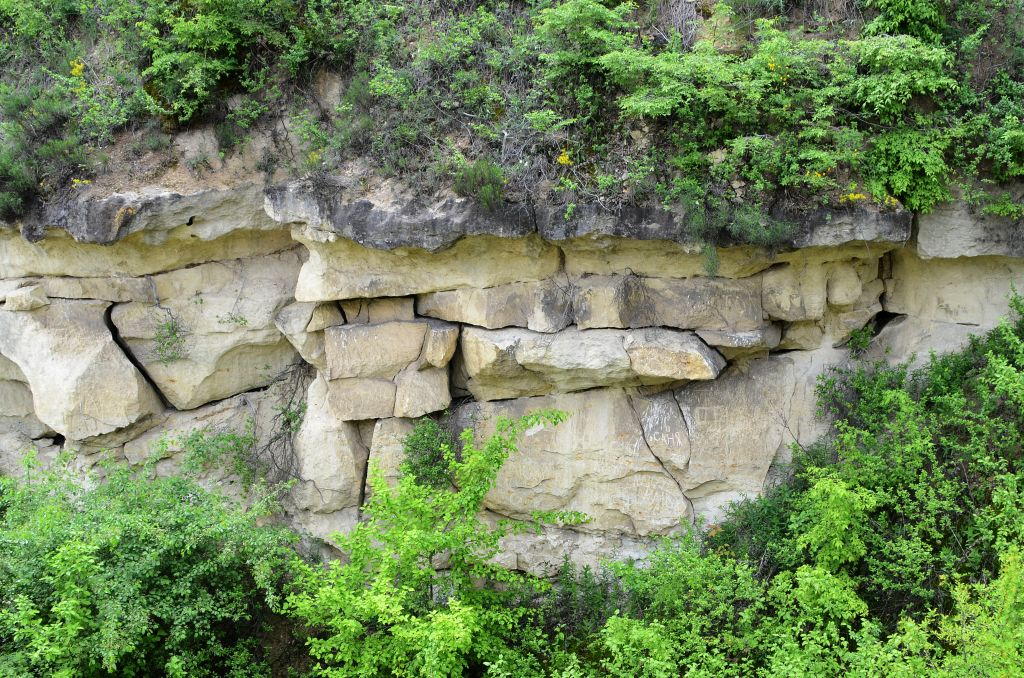
Менчикурівський розріз
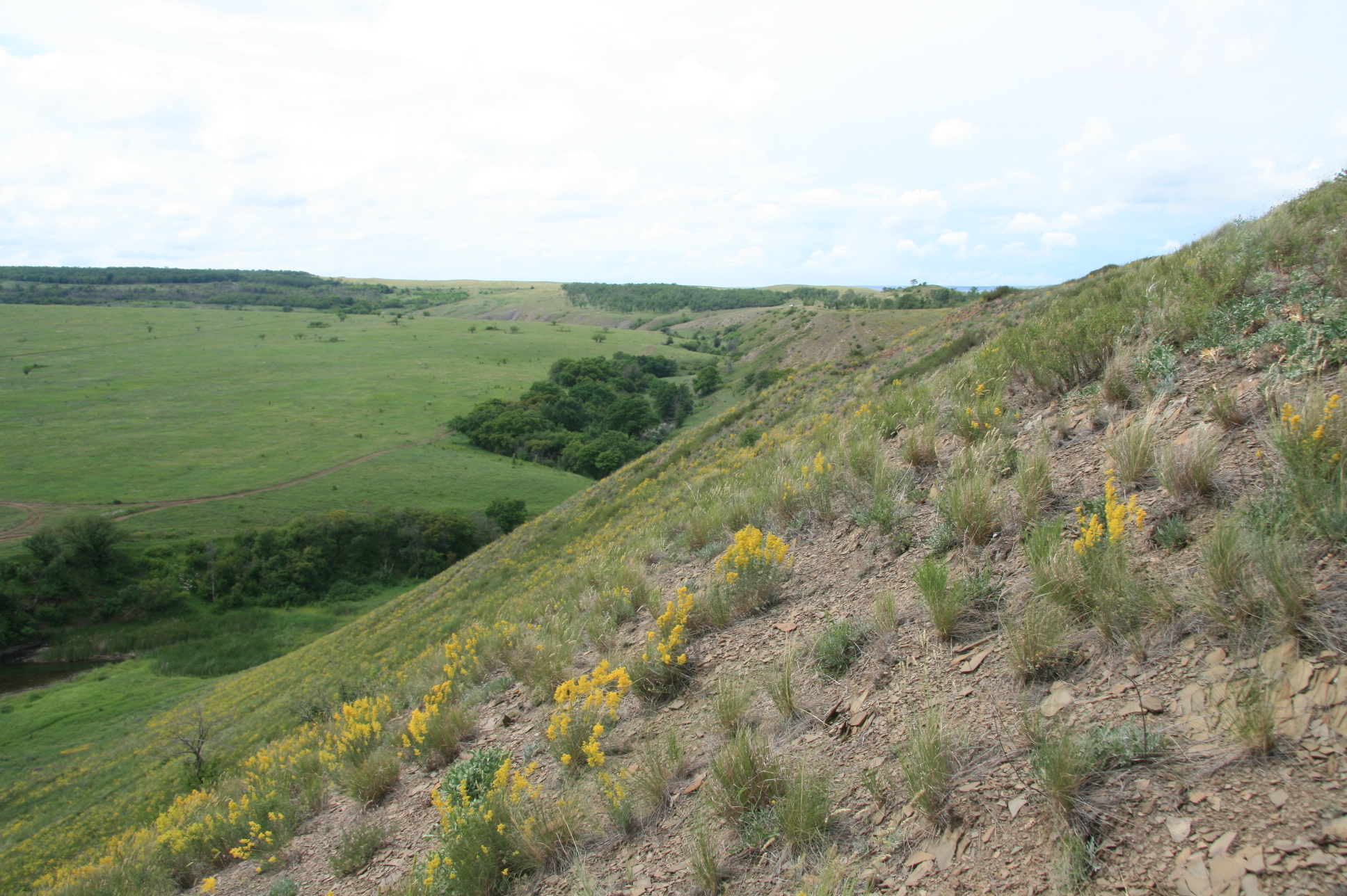
Балка Кривенький яр
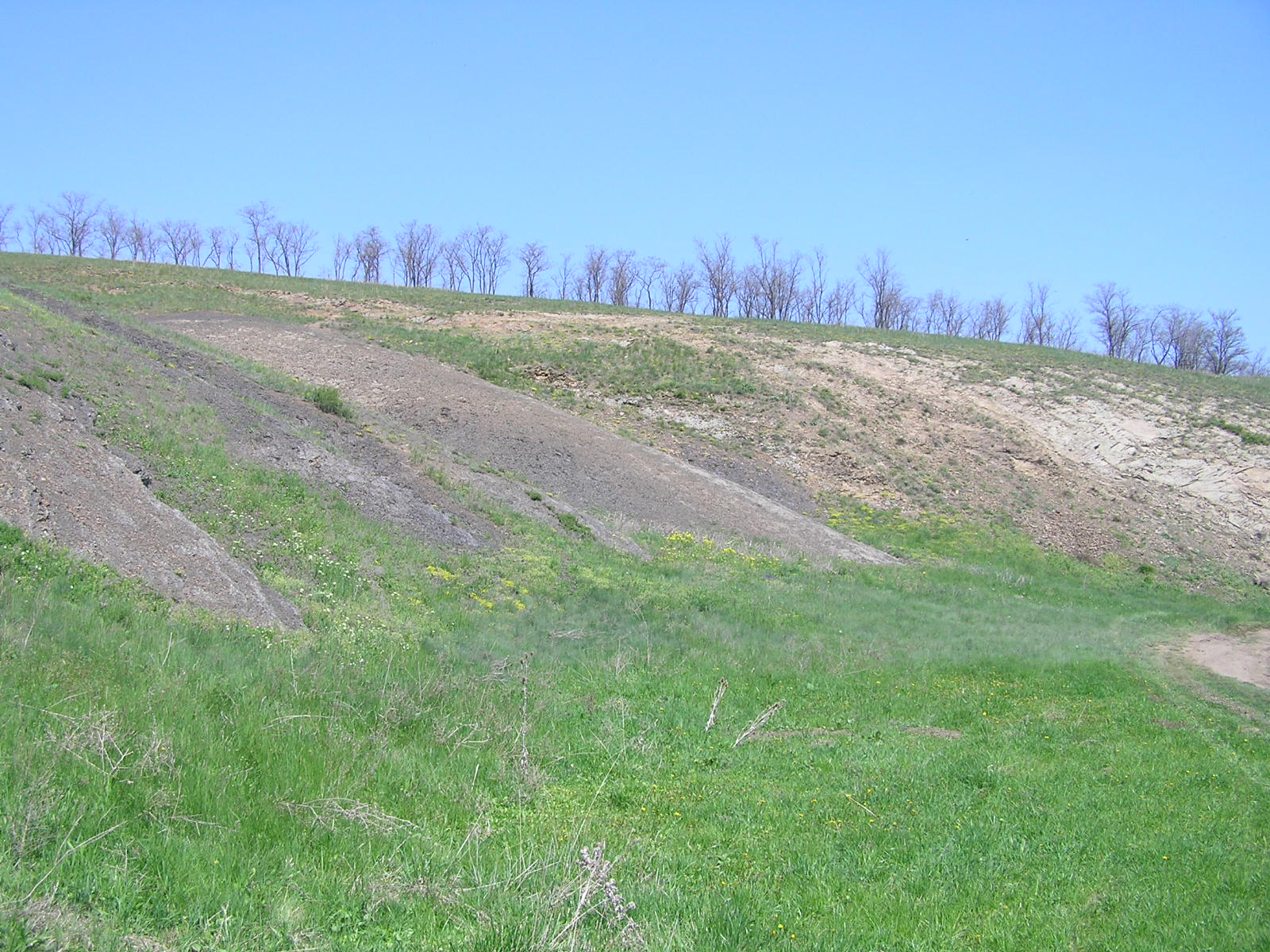
Балка Кривенький яр

Георгіївський кар'єр — кар'єр на правому схилі балки Коноплянівка, за 2 км на південний схід від селища Георгіївка. Багате місцезнаходження пізньокампанської фауни, де зустрічаються різноманітні скам'янілості від найпростіших до хребетних. У кар'єрі розкрита 30-метрова товща своєрідних гірських порід-жовтуватих піщано-мушлево-детритусових вапняків. У товщі (як по вертикалі, так і по горизонталі) спостерігаються переходи між майже чистими детритусовими вапняками і мушлево-детритусовими пісковиками. Детритусовий вапняк жовтуватого кольору складається з дрібних уламків раковин з незначною домішкою піщаного матеріалу, містить досить багато крупних уламків різних раковин, а також цілих екземплярів і окремих стулок. Усі залишки організмів поховані по-різному: частіше — безладно, у розсіяному стані, іноді у вигляді невеликих скупчень. Ці вапняки сформувалися на прибережній мілині, що безпосередньо примикала до берегової коси. Скупчення органічних залишків утворилося за рахунок деякого сортування прибійними хвилями і дрейфовою течією. Тут зустрічаються різноманітні залишки безхребетних і хребетних тварин: раковини великих найпростіших (до 6 мм в діаметрі), поодинокі шестипроменеві корали, різноманітні двостулкові молюски, белемніти, різноманітні брахіоподи, зрідка зустрічаються морські їжаки, рідкісні зуби акул і луска палеонісків, зуби й кістки гігантських морських ящерів. Палеонтологічний об'єкт, що потребує нагляду.
Глафірівське відслонення — відслонення з рештками фауни у залізничній виїмці між залізничною станцією Глафірівка та містом Лутугине, за 1 км на південний схід від селища Георгіївка. Відслонення багате на залишки молюсків, морських їжаків, мохуваток, зубів акул сеноманського віку, а також демонструє контакт кам'яновугільних і верхньокрейдових утворень. Відклади сеноману залягають на косошаруватих пісковиках карбону, що мають алювіальне походження. Вони представлені вапняком — піскуватим черепашником, з домішкою зерен гравію. Вапняк косошаруватий, що сформувався в прибережній частині моря, містить, окрім численних уламків, цілі раковини двостулкових молюсків, залишки морських їжаків, а також зуби акул. Палеонтологічний об'єкт, що потребує нагляду.
Грушківське відслонення — відслонення з рештками фауни на лівому схилі долини річка Вільхівка біля станції Грушка, на північ від селища Георгіївка. У відслоненні знайдені залишки брахіопод, криноідей, морських їжаків, одиночних і колоніальних коралів, мохуваток, зрідка зустрічаються зуби акул. Тут виходить на денну поверхню вапняк алмазної світи середнього карбону, який розроблявся у невеликих кар'єрах.
1. У нижній частині він світло-сірий, переповнений стулками крупних брахіопод, залишками криноідей, зустрічаються одиночні корали.
2. У середній частині вапняк монолітний, сірий, містить цілі раковини брахіопод, гастропод, одиночних коралів, криноідей.
3. У верхній частині вапняк охристий, з численними залишками криноідей, брахіопод, одиночних коралів, мохуваток, зрідка зустрічаються зуби акул. Потужність вапняку — 1,5 м.

Палеонтологічний об'єкт, що потребує нагляду.
Балка Довга — ерозійна форма рельєфу, що відкривається в долину річки Вільхівки на східній околиці села Іллірія. Багате місцезнаходжень кам'яновугільної флори. Розріз знизу доверху складається з таких шарів:
1. Починається вапняком, який є видимим у відслоненнях лівого схилу балки (1,1 м).
2. Вище слідує товща пісковиків і алевролітів, що включає 5 кам'яновугільних пластів і прошарувань. Тут зустрічаються залишки коріння плауноподібних, а також відбитки листя папоротей.
3. Завершується малопотужним вапняком.
4. Наступний карбонатний горизонт розташовується приблизно за 150 м вище попереднього. У цьому інтервалі зустрічаються вугільні прошарки, поблизу яких спостерігаються численні відбитки невроптерисів, маріоптерисів, кордаїтів, каламітів та інші.
5. Далі в розрізі 240 м шар алевролитів і пісковиків. В алевролітах зустрічаються численні залишки каламітів і папоротей.
6. Над попереднім шаром розташовується 90 м порід, у середній частині якої залягає середньозернистий пісковик. Скельні виходи цього пісковику утворюють перепад висот, що й послужило причиною для виникнення Іллірійського водоспаду.
7. У крівлі вугільного пласта, що відслонюється біля гирла правого відрогу балки Довгої, можна спостерігати численні відбитки каламітів, лепідодендронів, маріоптерисів, невроптерисів та інших.
8. Світа завершується товщею аргілітів і алевролітів потужністю близько 150 м, у верхній частині якої залягає вугільний прошарок.

Одним з багатих місцезнаходжень карбонової флори є об'єкт Довга-1, розташований біля східної околиці села Іллірія, вище вапняка Н3. Тут виявлені цікаві рештки двох дуже рідкісних рослин доброго збереження улодендрону (Ulodendron) і невралетоптерісу (Neuralethopteris), які можна використовувати для встановлення віку порід, а також відбитки інших рослин: Neuropteris obliqua, N. gigantea Sternb., Mariopteris acuta, Eusphenopteris obtusiloba, Mariopteris coaretata, Calamites carinatus, C. suckowii, Sphenopteris hollondica. Вище по розрізу, у верхній течії балки, у промоїні її правого схилу знаходиться інше цікаве місцезнаходження — Довга-2. У темно-сірих алевролітах спостерігаються численні, доброго збереження відбитки Calamites suckowii, C. undulatus, C. schutrei, Zeilleria avoldensis (Stur.), Z. frenzlii. Біля невеликого ставка, вище водоспаду, у яру, що відкривається з правого боку в балку Довгу, у крівлі вугільного пласта розташовано багате місцезнаходження Довга-3. Тут зустрічаються численні залишки каламітів, лепідендронів, клинолистників, невроптерисів, маріоптерисів й інших кам'яновугільних рослин. Об'єкт офіційно оформлений геологічною пам'яткою природи і потребує нагляду.
Збірненський кар'єр — кар'єр за 1,5 км на схід від залізничної станції Збірна, на правому схилі балки Хрестової. У кар'єрі на розмитій окременілій поверхні верхньої крейди знизу доверху залягає:
1. Пісок сильно озалізнений, різнозернистий, глауконітовий з добре окатаною галькою розміром до 10 см (0,2−0,5 м).
2. Пісок озалізнений, дрібнозернистий, глауконітово-кварцовий (0,7 м).
3. Пісок зеленувато-сірий і світло-сірий, дрібнозернистий, глауконітово-кварцовий з лінзоподібними прошарками пісковику. Зустрічаються ядра і відбитки, зрідка цілі раковини молюсків, залишки форамініфер, поодиноких і колоніальних коралів, губок, крабів, морських їжаків, зуби акул, залишки водоростей (2—4 м).
4. Пісок зеленувато-сірий, пилуватий, кварцово-глауконітовий, місцями з ділянками окременіння, з рідкісними залишками молюсків (0,9—2 м).
5. Пісок бурий, дрібно- і середньозернистий, глинистий місцями переходить в пісковик. Присутні численні залишки наземних і водних рослин, молюсків-фітофагів, серед яких переважають гастроподи (0,15−0,6 м).
6. Пісок зеленувато-сірий, кварцовий з глауконітом, дрібнозернистий з тонкими лінзоподібними прошарками глин. Залишки молюсків рідкісні. У верхній частині спостерігається огрублення уламкового матеріалу (3,5−5 м).

Вище з ерозійним контактом залягає хрестовська світа, представлена перешаруванням пісків, алевритів, пісковиків і глин; чергуються субгоризонтальні і косі шари. Піски зеленувато-сірі, сірі, бурі від дрібнозернистих до грубозернистих із залізистими стягненнями. Пісковики залягають у вигляді прошарків потужністю від 10 до 30 см і утворюють карнизи на вивітрених стінках. Вони відрізняються різним ступенем цементації. Пісковики пронизані норами організмів, що зариваються. У низах товщі пісковики представлені більш грубозернистими різновидами і містять ядра, відбитки, рідше частково зруйновані раковини молюсків, відбитки листя, гілочки і паростки хвойних рослин, плоди і насіння рослин, кістки наземних хребетних, хребці кісткових риб, зуби акул, залишки ракоподібних. Для всієї товщі пісків і пісковиків характерною є присутність уламків окременілої деревини, спікули губок, мохуватки. Прошарки глин і алевритів залягають, як правило, у підошві прошарків пісковиків. Потужність — 1,5−3,5 м. Хрестовські шари перекриваються глауконітовими пісками білоріченської світи. Об'єкт не потребує охорони.
Балка Карагуз — відслонення на лівому схилі балки Карагуз, яка відкривається в долину річки Вільхівка, за 500 м на схід від залізничної станції Коноплянівка. У розрізі, в інтервалі вугільних пластів знаходиться багате місцезнаходження прадавньої флори. Знизу догори відслонюються:
1. Вапняк — світло-сірий з коричневим відтінком, з рідкісними уламками раковин (1,1 м).
2. Перешарування пісковиків, алевролітів, аргілітів, з переважанням пісковиків. У середній частині товщі в аргілітах, між вугільними пластами зустрічаються рясні залишки рослин, що відзначаються добрим збереженням — папороті, плауновидні, членистостебельні, насінні папороті (70 м).
3. Вапняк — сірий з коричневим відтінком, масивний з уламками раковин брахіопод і форамініфер (1,1 м).
4. Перешарування алевролітів і пісковиків (35 м). У середній частині товщі залягає вугільний пласт.
5. Вапняк світло-коричневий, однорідний, масивний, з численними форамініферами (0,7 м).
6. Перешарування аргілітів, алевролітів і пісковиків (30 м).
7. Вапняк темно-сірий, однорідний, масивний (0,45 м).
8. Перешарування алевролітів і пісковиків (23 м). У верхній товщі залягає вугільний пласт потужністю 1,13 м.
9. Вапняк темно-сірий, у верхній частині глинистий. Містить залишки брахіопод, криноідей, мохуваток, гастропод, водоростей і форамініфер (2 м).
10. Аргіліт темно-сірий (2,7 м), що поступово переходить у алевроліт (6,1 м).
11. Вапняк темно-сірий, однорідний, масивний (0,7 м).
12. Алевроліт темно-сірий з сидеритовими конкреціями, з вугільним пластом у верхній частині (55 м).
13. Вапняк темно-сірий, дрібнокристалічний, містить залишки раковин брахіопод, остракод, форамініфер (2 м).
14. Перешарування алевролітів, пісковиків, аргілітів (15 м).
15. Вапняк темно-сірий, дрібнокристалічний, із залишками брахіопод, криноідей, мохуваток, гастропод, коралів (0,8 м).
16. Перешарування алевролітів, пісковиків, аргілітів, між якими залягають вугільні пласти потужністю 0,26 м. Загальна потужність близько 93 м.
17. Вапняк неоднорідний, містить типові корали, брахіоподи, форамініфери (1,5 м).
18. Перешарування аргілітів, алевролітів і пісковиків. Між ними залягають вугільні пласти потужністю близько 2 м. Загальна потужність близько 52 м.
19. Вапняк темно-сірий, дрібнокристалічний, з численними включеннями коралів, брахіопод (2,76 м).
20. Перешарування алевроліту і пісковику (16 м).
21. Вапняк темно-сірий з коричневим відтінком, кристалічний, із залишками безхребетних, брахіопод, форамініфер (4,80 м).
22. Перешарування алевроліту, пісковику, аргіліту. Між шарами залягають вугільні пласти, їх потужність близько 0,6 м. Загальна потужність товщі − 100 м. У середній частині шару 2 зустрічаються численні відбитки, що відрізняються відмінним збереженням. Звідси описано понад 25 видів вимерлих рослин, серед яких найпоширенішими є: папороті, лепідофіти, каламіти, птерідосперми.

Палеонтологічний об'єкт, що потребує нагляду.
Коноплянівське відслонення — відслонення з рештками фауни на правому схилі балки Коноплянівка, вище Георгіївського кар'єру, за 500 м від селища Георгіївка. Відслонення характеризується численними залишками безхребетних та хребетних організмів. Дане відслонення представлене знизу доверху наступними верствами:
- Маастрихтський ярус — пісок зеленувато-сірий, глауконітовий, з великою кількістю дрібних уламків мушель. У піску зустрічаються мушлі різноманітних устриць, брахіопод, голкоподібні мушлі форамініфер, белемніти (6 м).
- Київська світа.

1. На розмитій поверхні пісків залягає галечник, часто зцементований у конгломерат залізистим пісковиком. Галька за складом кременева, рідше зустрічаються уламки молочного і рожевого кварцу. У гальці зрідка зустрічаються відбитки брахіопод, членики стебел морських лілій, відбитки трилобітів кам'яновугільного періоду. Відмічені залишки вказують на те, що кремені, у результаті яких утворилася галька, походять з порід цього періоду. У галечнику звичайні ростри белемнітів, уламки раковин устриць, багато зубів акул, дуже рідкісні кістки і зуби мозазаврів (2 м)
2. Пісок зелений, глауконітовий з рідкими зернами гравію (0,2 м).
3. Пісковик сірий, дрібнозернистий, сильно зкременілий у нижній частині (2 м).
4. Алевроліт світло-сірий, вапняний. В алевроліті часто зустрічаються раковини двостулкових молюсків (спонділуси), ядра та відбитки черевоногих молюсків, дуже рідкі одиночні корали і ядра головоногих молюсків (15 м).

Палеонтологічний об'єкт, що потребує нагляду.
Кривенький Яр — відслонення на лівому схилі ерозійної форми рельєфу за 1 км на південний схід від селища Успенка. Розріз починається вапняком, який складається з двох прошарків: нижнього — тонкого (0,3 м) і верхнього — потужного (5 м) з грудкуватою текстурою. На вапняку залягає товща піщано-алевритових відкладів потужністю 90 м і вище товща аргілітів потужністю 30 м. Вапняк сірий, мікрозернистий, міцний, водоростевий, із безліччю уламків остракод, брахіопод, криноідей. На 30 м вище балкою відслонений вапняк і на такій же відстані від нього — сірий, перекристалізований, з уламками криноідей, брахіопод, мохуваток вапняк потужністю 0,5 м. Вище йде товща алеврито-пісковикових порід потужністю 150 м, що містять залишки мезокаламітів. Вапняки мають водоростеве походження. Розріз завершує пачка алевритів і пісковиків потужністю 45 м. У її крівлі видно сажу вугільного пласта, над яким розташований вапняк. Загальна потужність світи 550—600 м. Стратиграфічний об'єкт, що не потребує охорони.
Кримське відслонення — відслонення з рештками палеофауни на правому схилі балки Коноплянівка, поблизу селища Георгіївка, приблизно 500 м вгору балкою від Георгіївського кар'єру. Тут Леонідом Івановичем Лутугіним було знайдено частину скелета мозазавра, рідкісного для крейдових відкладів України морського ящера. 1901 року Яковлєвим було описано рештки мозазавра. Дане місцезнаходження включає велику кількість видів і підвидів вимерлих організмів: 35 форамініфер, 1 коралів, 33 двостулкових, 11 черевоногих, 9 амонітів, 12 белемнітів, 20 брахіопод, 20 остракод, 10 вусоногих раків, 9 морських їжаків, 19 мохуваток. У верхній частині ярів відслонюються жовтувато-сірі піски з прошарками гравію. У них переважають залишки трубчастих черв'яків, фрагменти будиночків вусоногих раків, перевідкладені зуби акул. Цікавий палеонтологічний об'єкт природи потребує нагляду.
Лутугинська мульда — синкліналь на захід від міста Лутугине. Крила синкліналі кам'яновугільних відкладів нахилені під кутом 20°; крейдові відклади, що виповнюють центральну частину складки, залягають під пологішими кутами. Крейдові відклади представлені нижніми ярусами верхнього відділу — туронським і сантонським, утворення сеноману не виявлені. Ці відслонення свідчать про ускладнення плікативних тектонічних форм, утворених під час герцинського орогенезу, в результаті прояву альпійського у післякрейдовий час. Структурний об'єкт не потребує нагляду.
Менчикурівський кар'єр — відслонення у діючому вапняковому кар'єрі у північно-східній частині селища Георгіївка. Розкрита потужна товща органогенних черепашкових жовтувато-сірих вапняків кампанського ярусу крейди. Потужність відкладів, що відслонюються, становить приблизно 10 м. Геологічний об'єкт, що потребує нагляду.
Менчикурівський розріз — розріз на лівому крутому березі річки Вільхівка в районі балки Шатського, навпроти селища Георгіївка. В розрізі відслонюються пласти пісковиків, аргілітів, алевролітів, вапняків середнього карбону, які насунені на верхнью крейду. Останні представлені конгломератами сеноманського ярусу, пісковиками та кремнеземистими мергелями туронського ярусу і нижньосантонського під'ярусу, що залягають з крутими кутами падіння. Ці породи насунені по площині Північнолутугинського насуву на піскуваті кремнеземисті мергелі кампанського ярусу. Цей насув має по карбону амплітуду близько 200 м, з яких 70 м успадковано по крейді. Дещо на північ проходить більш крупний Каменський насув, загальна амплітуда якого по фанерозойським утворенням становить 1500 м, з яких 1200 припадає на карбон і 300 — на крейду. Породи карбону поблизу балки Шатського нахилені на південь під кутом 40-50°. Безпосередньо біля надвигу вони утворюють флексуроподібну складку. По площині Північнолутугинського насуву проявилися ларамійські рухи, які точно датувати за даними цього відслонення не можливо у зв'язку з відсутністю тут кайнозойських утворень. Стратиграфічний об'єкт, що не потребує охорони.
Балка Точильна — відслонення на правому схилі ерозійної форми рельєфу за 500 м вище впадіння в Коноплянівську балку, за 2 км на схід від селища Георгіївка. Відслонення містить численні залишки панцирів морських їжаків, а також брахіопод, двостулкових молюсків. На правому схилі балки відслонюються верхньокампанські блідо-жовті мергелі, які містять кремені від світло-сірих до майже чорних. Видима потужність 20 м. Мергель багатий на залишки різноманітних морських їжаків, брахіопод, двостулкових молюсків, белемнітів, морських губок. Зрідка зустрічаються амоніти. Потребує нагляду.
Успенське відслонення — кар'єрне відслонення з рештками фауни поблизу південної околиці селища Успенка, за 500 м на захід від траси Луганськ — Хрустальний. Відслонюється вапняк мандрикінської світи середнього карбону — найбільш давній карбонатний горизонт, що виходить на денну поверхню в межах Луганської області. У відслоненні представлені численні залишки молюсків. Геологічний об'єкт, що потребує нагляду.
Ушаківське відслонення — відслонення з рештками флори на лівому схилі яру, що відкривається у долину річки Вільхівка у північній частині села Ушаківка. Тут знайдені рештки двох дуже рідкісних рослин. Одна унікумом Донбасу, інша широко поширена у західноєвропейських карбонових покладах, але рідкісна для Донбасу. Зверху донизу спостерігається такий розріз:
1. Алевроліти сірі дрібно- і крупнозернисті, горизонтальношаруваті. Містять численні залишки плауноподібних, членистостеблових, голонасінних. Потужність шару близько 2 м.
2. Попередній шар підстилається дрібнозернистими прибережно-морськими пісковиками, що містять численні залишки прадавніх членистостеблових — каламітів.
3. Вугільний прошарок невеликої потужності, який перетворився в зоні окислення на сажу. Линзочки глинистої породи, в якій можна виявити відбитки каламітів і голонасінневих.
4. Алевроліти сірі, аналогічні верхньому шару. У нижній частині шару спостерігаються численні відбитки переважно голонасінних рослин.

Палеонтологічний об'єкт, що потребує нагляду.

## Ровеньківський район
На території Ровеньківського району присутні 6 геологічних пам'яток природи, жодна з яких не оформлена офіційно.
Гострий Бугор — купол, піднесення до 150 м, яке підіймається над рівнем дна долини річки Нагольчик за 3 км на південний схід від села Осавулівка. Крутизна схилів 40°. Протяжність об'єкту становить 1,5 км при відносно незначній ширині. Купол оточений балками, розташованими з півночі й з півдня. У східній частині круто обривається до річкової долини, а на заході, поступово знижуючись, переходить у вирівняний простір. Купол утворився в результаті препарування денудаційними процесами брахіантиклінальної складки. У геоморфології об'єкту істотну роль відіграють кварцові жили товщиною 60 см, які прорізують складку. Вони утворюють на схилах гривки і розсипи кварцу, які добре помітні. Не потребує охорони.
Єсаулівські відвали — штучна геологічна пам'ятка мінералогічного характеру. Відвали порід біля с. Осавулівка за 1 км на південний захід від селища Осавулівка. У відвалах можна знайти близько 30 гіпогенних та понад 15 гіпергенних мінералів. Одночасно можна спостерігати мінерали, яких не торкнувся процес вивітрювання (сфалерит, галеніт, буланжерит, бурноніт, кварц, анкерит, кальцит та інші). Мінерали зони вивітрювання: гетит, церусит, смітсоніт, малахіт, азурит та інші. Потребує нагляду.
Новотарасівські відвали — техногенні відвали порід на південній околиці села Нагольно-Тарасівка, за 13 км на південний схід від міста Ровеньки. У відвалах зустрічаються такі мінерали: сфалерит і галеніт великими кристалами (більше 2-3 см), халькопірит, тетраедрит, пірит, арсенопірит, бурноніт, піротин, кварц, анкерит, пістомезит, кальцит, дикіт, каолініт, тарасовіт, донбасит. Потребує нагляду.
Центральнонагольчанські рудні жили — родовище за 1 км на південь від села Нижній Нагольчик. Родовище складається з двох ділянок. Центральна ділянка складена з головних рудних жил: «Надія», «Варвара», «Віра», що тягнуться в субмеридіанальному напрямі й мають потужність 5-100 см, а в місцях роздувань ще більше. Рудні мінерали жил представлені головним чином сфалеритом і галенітом у співвідношенні від 1:4 до 8:1. Ділянка балки Шевцової має співвідношення сфалериту і галеніту 3:1. На родовищі зустрічаються пірит, арсенопірит, бурноніт, халькопірит, бляклі руди, буланжерит, герсдорфіт, міллерит, ковелін, азурит, церусит. Жильні нерудні мінерали представлені кварцом, анкеритом, кальцитом, дікітом, каолінітом, хлоритом і пірофилітом. Анкерит-кварцові з поліметалевим зруденінням жили містять уламки чорних глинистих сланців і сірих слюдистих пісковиків. Потребує нагляду.
Оріхівське відслонення — відслонення за 2 км на північний схід від села Оріхове, правий схил долини річки Юськіна. Гірські породи, що виходять на поверхню в межах дільниці, відносяться до світи С1 5 нижнього карбону. Представлені чергуванням досить потужних (до 30 м) пластів пісковиків і глинистих сланців. Формування грядово-улоговинного рельєфу пов'язане з нерівномірним опором процесам вивітрювання і розмиву пісковиків і глинистих сланців. У результаті більш інтенсивного розмиву сланців виникають улоговиноподібні пониження за простяганням порід, що призводить до орографічного виділення гряд. Не потребує охорони.
Бобриківське родовище — родовище золота за 1 км на південь від села Бобрикове. Об'єкт представлений неглибоким кар'єром, де видобували золото. На цій ділянці Нагольного кряжу золоте зруденіння знайдене в гідротермально змінених піщано-глинистих породах карбону, тобто виявлено новий для Донецького басейну прожилково-вкраплений тип золотого зруденіння. Спільно із золотом зустрічаються численні мінерали гідротермального походження. Потребує нагляду.

## Сватівський район
На території Сватівського району присутні 2 геологічні пам'ятки природи місцевого значення. Обидві офіційно оформлені як місцевого значення.
Кисилівські оголення — колишній піщаний кар'єр, геологічна пам'ятка природи місцевого значення між покинутим селом Кисілівка і жилим Луб'янка. Площа пам'ятки становить 5,0 га. Унікальний для Східної Слобожанщини розріз бучацької і канівської світ палеогену, де можна бачити конгломератоподібні зливні пісковики, що містять численні залишки викопної фауни. Має велике науково-пізнавальне значення. Геологічна пам'ятка природи стратиграфічного типу. Офіційно затверджена рішенням Луганської обласної ради народних депутатів.
Куземівський яр — ерозійна форма рельєфу на західній околиці села Куземівка. Відслонення палеогенових порід карпатської світи. На схилах яру представлені піски харківської світи завтовшки 42,5 м, які в свою чергу перекриті шаром берекських глин завтовшки 1,5 м. Піски зеленувато-сірого кольору, містять домішку кварцового глауконітового піску, в основі шару озалізнений прошарок охристого кольору. Залягають на ясно-зеленувато-сірих алевролітах, під якими лежать щільні пісковики.

## Сіверськодонецький район
На території Сіверськодонецького району присутні 8 геологічних пам'яток природи, 1 з яких оформлена офіційно як загальнодержавного, 1 регіонального значення.
Балка Водяна — відслонення на схилах ерозійної форми рельєфу на східній околиці селища Нижнє в долині Сіверського Донця. У підвалинах розрізу мезозойських утворень залягає грудкувата вапнякова щільна порода тріасового віку під кутом падіння 20°. Далі у висхідному розрізі залягає сильно вапнякуватий пісковик з рясними включеннями білих крейдоподібних вапняних уламків під тим самим кутом падіння. Вище за розрізом — рихлий грубозернистий вапнякуватий пісковик, нахилений під кутом 20°, що переходить у падінні в 40°-45°. Вище — чергування строкатокольорових глин з пісками і рихлими пісковиками. Кут падіння товщі 45°-50°. Вище фосфорити й мергелі крейдового періоду з рештками фауни, які залягають під тим самим кутом, що й підстилаючі відклади. Мезозойські відклади залягають на породах середнього карбону, нахиленому на північ під кутом близько 50°. Це відслонення демонструє значне кутове неузгодження між карбоном і тріасом, що досягає 30°. Основними тектонічними рухами на Донбасі слід вважати герцинські, що проявилися наприкінці палеозою. Підраховано, що розмив товщі карбону і пермі до початку тріасового періоду у межах північної околиці Донбасу складав 4,5 км. Об'єкт не потребує охорони.
Конгресів яр (Гельмерсенів яр) — геологічна пам'ятка природи загальнодержавного значення України в місті Лисичанськ. Унікальне відслонення зони Північно-Донецького насуву, одного з найбільших диз'юнктивів північного Донбасу. Спостерігаються палеозой-мезозойські шари середньокам'яновугільного періоду з великими кутами падіння та тріасові глини з кутами зворотного падіння, які знаходяться в тектонічному контакті з відкладами верхньокрейдяного і палеогенового періоду.
Красноріченське відслонення — відслонення з рештками фауни за 1,5 км на південний захід від села Красноріченське. Серед викопних решток зустрічаються кістки мозазаврів, черепах, зуби акул. У кар'єрі знизу доверху спостерігається наступний розріз:
1. На розмитій поверхні білого крейдяного мергелю залягають відклади верхнього еоцену (обухівська світа): — галечник, складений переважно кременевою галькою розміром до 10 см. У галечнику зустрічаються окатані кістки та хребці мозазаврів, пліозаврів, а також зуби акул крейдового і палеогенового періоду (0,5 м);
2. Пісок дрібнозернистий, світло-жовтий, кварцовий, у верхній частині якого виявлені кістки черепах, зуби акул (10 м);
3. Алевроліт вапняний з жовнами фосфоритів у основі. Містить багату фауну молюсків.

Об'єкт потребує нагляду.
Кремінський купол — геологічна структура на лівому березі Сіверського Дінця в районі Кремінної. Гірські породи, що виходять на поверхню в межах ділянки, відносяться до світи візейського ярусу нижнього карбону. Представлені чергуванням досить потужних (до 30 м) пластів пісковиків і глинистих сланців. Останні, як правило, переважають за потужністю пісковики приблизно в 3-4 рази. На відзначеній ділянці у східному напрямку, ближче до міжрічкового вододілу, гряди пісковиків виділяються у рельєфі значно менше, їх відносна висота становить всього декілька метрів. Ближче до схилу балки їх висота поступово зростає і сягає 30 м. Схили гряд асиметричні: південний, який орієнтований за падінням гірських порід, більш пологий, північний — більш крутий, у верхній його частині спостерігаються урвища висотою до 5-7 м. Нижче їх схил стає пологим за рахунок шлейфу колювіально-делювіальних відкладень. Улоговини, які розташовані між грядами, мають ширину 100—150 м. У поперечному перетині вони з вигнутим днищем. Частина улоговин зараз засаджена деревами. У нижній частині улоговин спостерігаються неглибокі яри, які, як правило, є висячими — їх гирла розташовані значно вище дна Юськиної балки. Формування грядово-улоговинного рельєфу пов'язане з нерівномірним опором процесам вивітрювання і розмиву порід. У результаті більш інтенсивного розмиву глинистих сланців виникають улоговиноподібні пониження за простяганням пластів, що призводить до орографічного виділення гряд. Не потребує охорони.

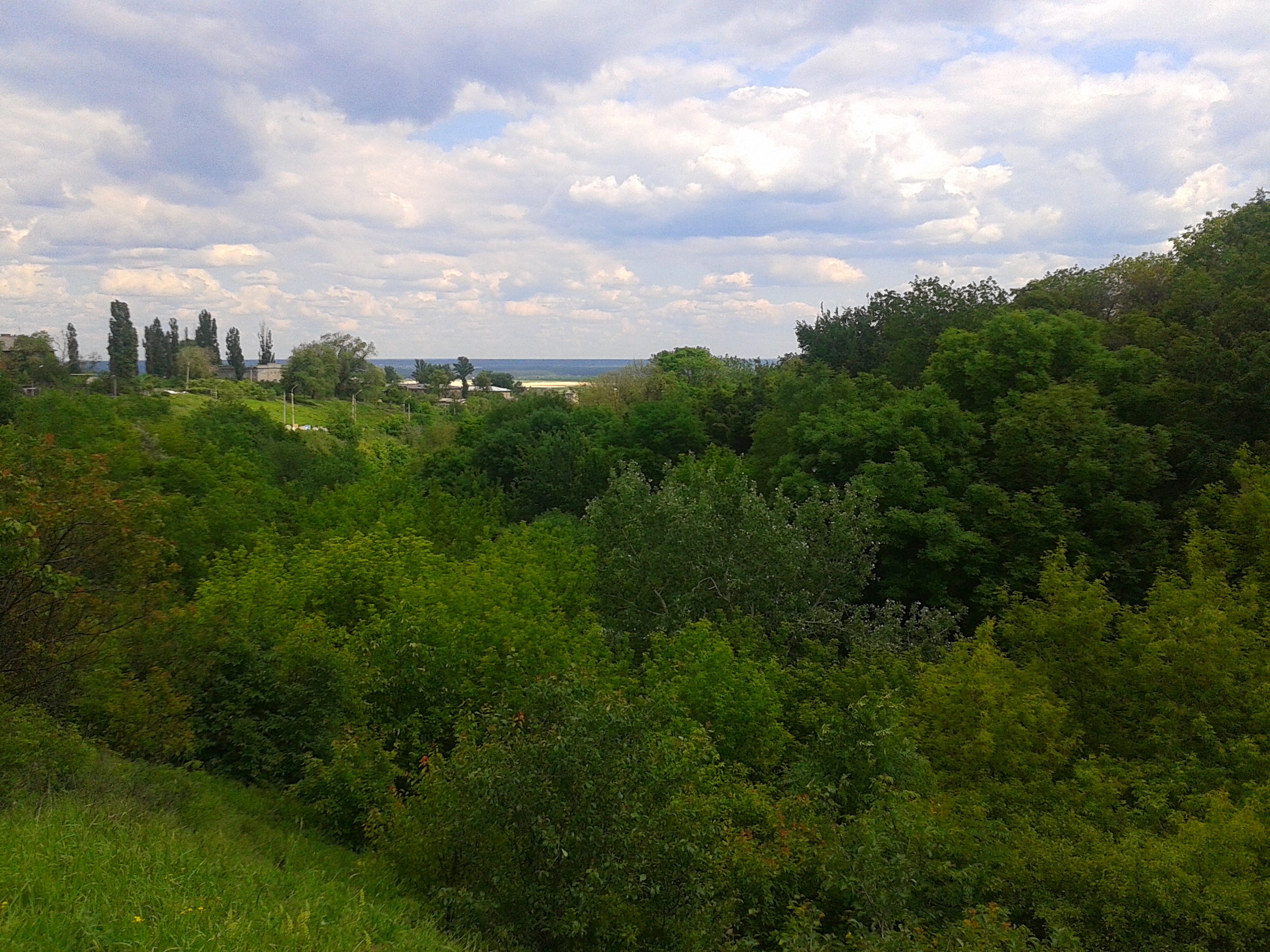
Конгресів яр
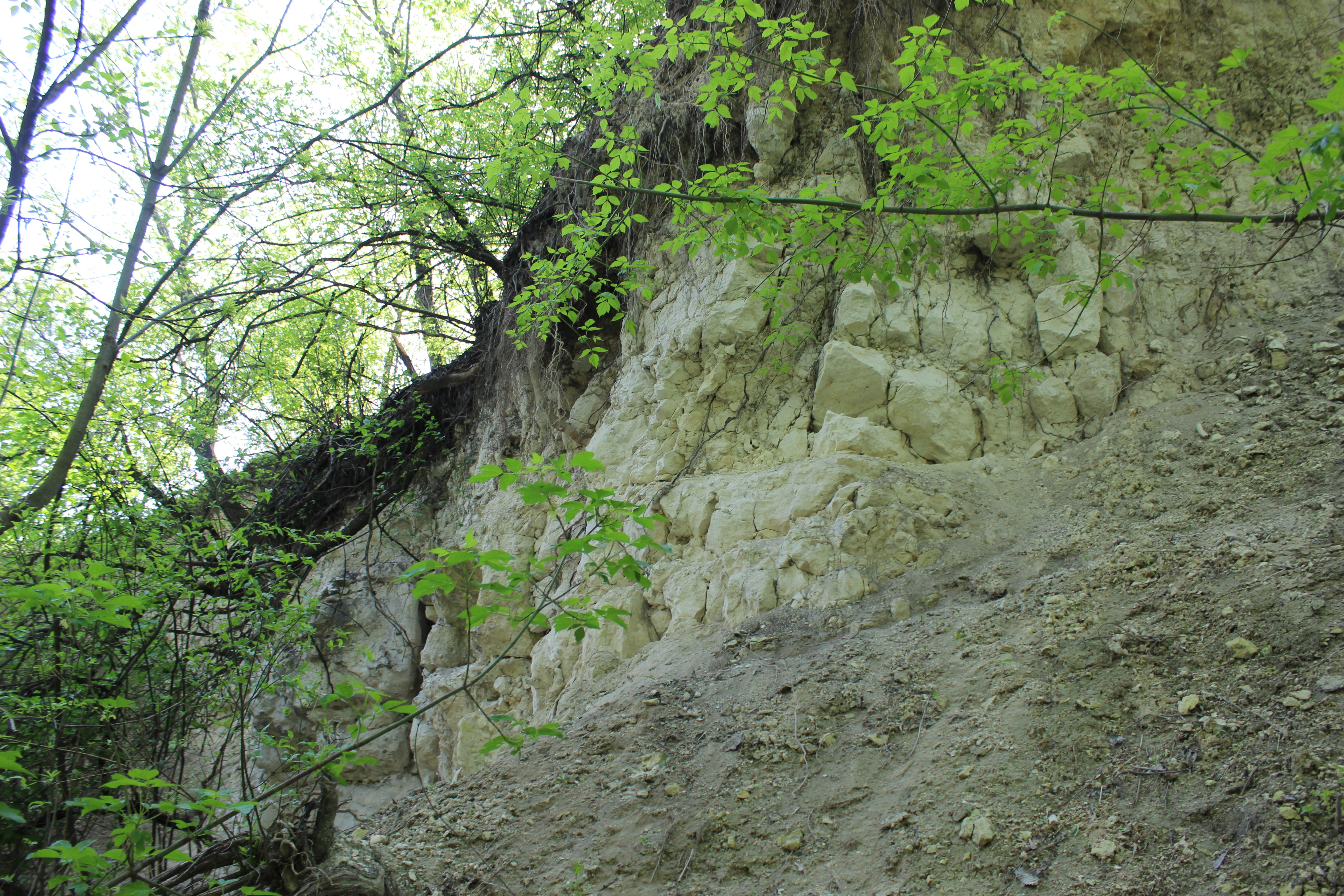
Конгресів яр
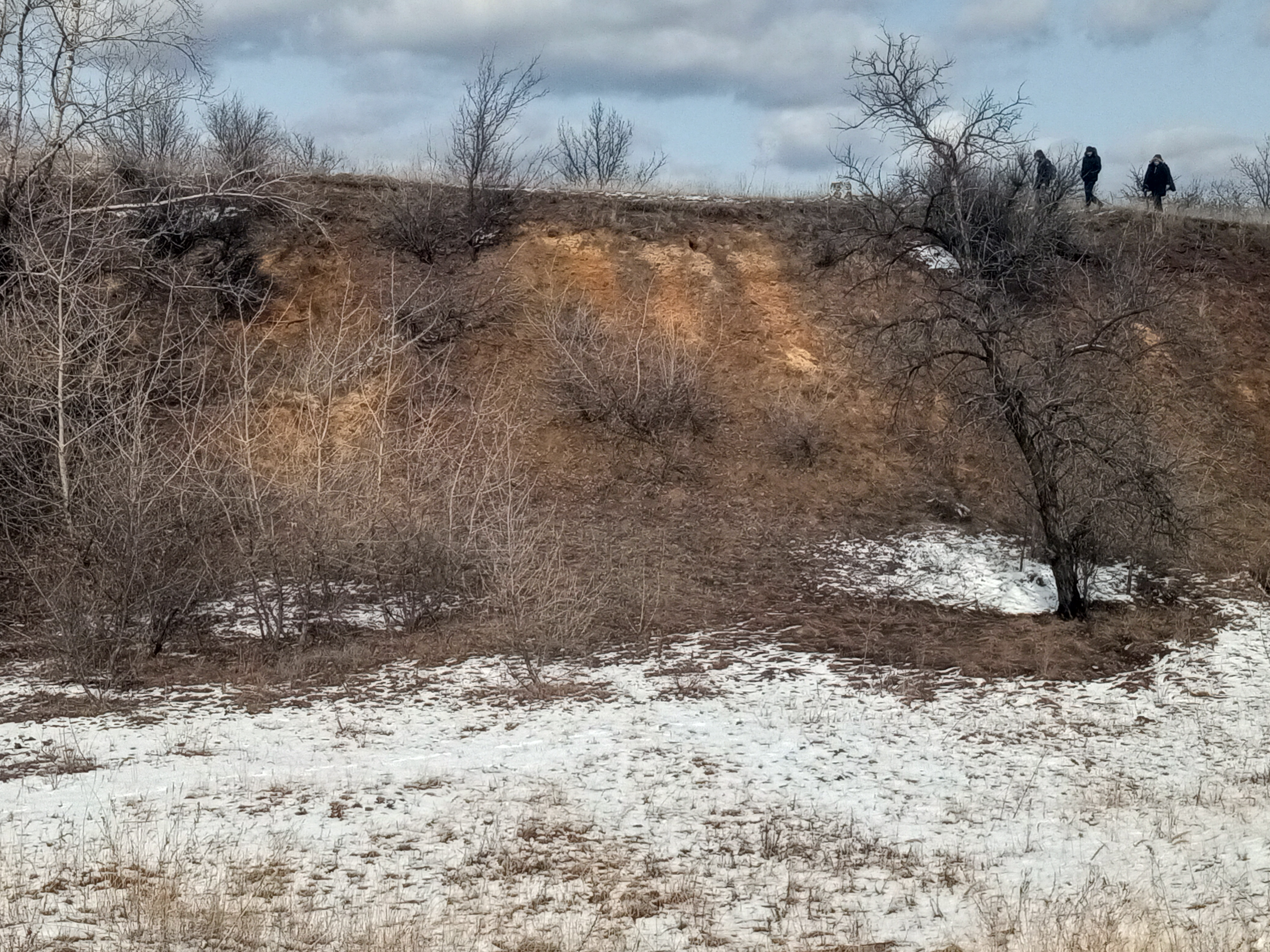
Кар'єр на Марфиній могилі
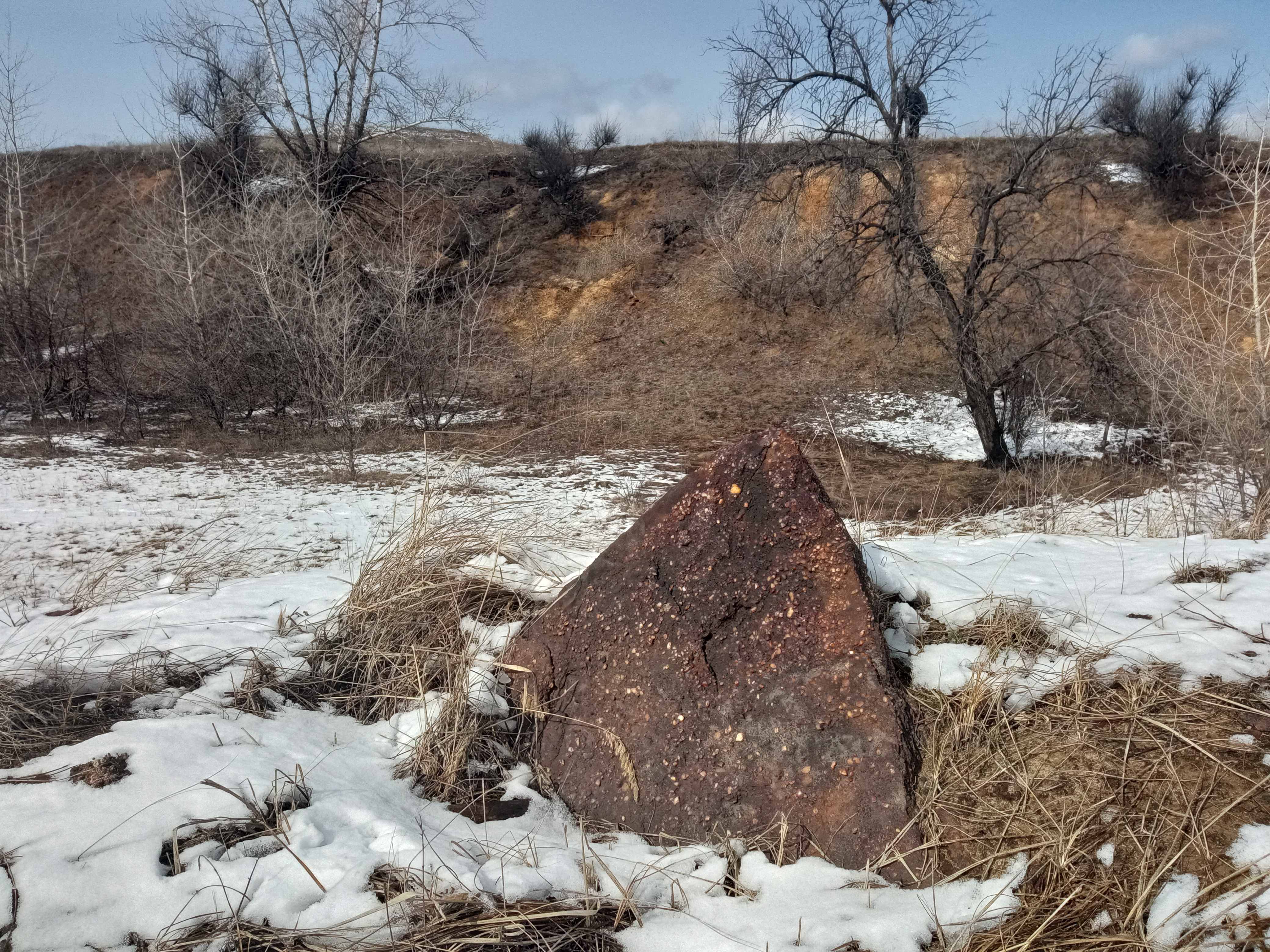
Озалізнені пісковики Марфиної могили

Лисичанський купол — геологічна структура в межах міста Лисичанськ. З півночі відокремлюється від Новодружеського куполу промоїнами. З півдня відокремлюється річкою Верхня Біленька та її притоками. Чітко виділяється в рельєфі. Завдяки сучасним тектонічним рухам (підйому куполу) виник чітко виражений зворот річища Сіверського Дінця. У 1958 році в процесі геологічної зйомки на південь від міста були виявлені четвертинні алювіальні піски, які залягають безпосередньо на відкладеннях кам'яновугільного періоду. Якщо умовно вирівняти долину Сіверського Дінця від села Григорівка (Донецької області) на заході до села Устинівка на сході, відновлюючи можливе її первинне природне положення, то буде зрозумілим, що тектонічними рухами, які відбувалися протягом четвертинного періоду в районі звивини, долина річки була відсунута на північ приблизно на 20 км. Об'єкт не потребує охорони.
Новодружеський купол — геологічна структура на правому березі Сіверського Донця, на північній околиці Новодружеська. Купол виокремлений на півдні невеликою балкою, чітко виділяється в сучасному рельєфі. Висота центральної частини — 196 м над рівнем моря, а уріз Сіверского Дінця за 3 км 46 м. Перепад висот становить 150 м, що відповідає нахилу 50 м на 1 км. Не потребує охорони.
Марфина могила — стратотипове відслонення Марфинської тераси на правому березі Сіверського Донця за 200 м на північ від селища Тошківка. Розріз дає можливість прослідкувати літологію й умови залягання марфинського горизонту. У північно-східній стінці цього кар'єру на відмітці 192 м залягають світлі піски з коржами різнозернистого озалізненого пісковику, що містить значну кількість гравію і гальки, кварцу і кременів. Ці утворення, що складають марфинську терасу, вперше були виділені П. І. Луцьким під назвою «Марфинський горизонт». Вони залягають на відкладах берекської світи, яка представлена кварцовими пісками, слабоглауконітовими, дрібно- і середньозернистими з яскраво вираженою шаруватістю і глинистими прошарками. Загальна потужність — 8 м. Берекська світа, відділяючись катунами глауконітових пісковиків і алевролітів, залягає на пісках кварцово-глауконітових, зеленувато-сірих, середньозернистих, глинистих, потужністю близько 6 м — межигірська світа. Ці піски залягають на опокоподібних, тонкоглауконітових алевролітах обухівської світи. Об'єкт потребує нагляду.
Тошківський купол — геологічна структура поблизу селища Тошківка. Тут гірські породи кам'яновугільного періоду виходять на денну поверхню, з усіх боків покриті молодшими утвореннями. По центральній частині куполу протікає річка Біленька, утворюючи каньйоноподібну долину. Вона перерізає шари карбону, що підіймаються. На території куполу розташована височина з відкладами берекської світи палеогену й алювіальними конгломератами неогену — Абсолютна висота становить 194 м, у той час як урізи вод Біленької і Сіверського Дінця приблизно 40 м. Перевищення становить 150 м, похил місцевості становить 75 м на 1 км. Об'єкт не потребує охорони.

## Старобільський район
На території Старобільського району присутні 2 геологічні пам'ятки природи, 1 з яких оформлена офіційно як місцевого значення.
Рогівське відслонення — відслонення за 1 км на захід від села Рогове, правий крутий схил долини річки Айдар. Стратотип рогівських шарів нижнього еоцену. Тут на розмитій поверхні верхньої крейди залягає товща опокоподібних алевритових порід зеленувато-сірого кольору з прошарками тонкозернистих пісковиків. Алеврити та пісковики часто слюдяні, містять значну домішку глауконіту, невеликі гнізда дрібнозернистого кварцового піску. У алевроліті зустрічаються ядра і відбитки молюсків. З інших органічних залишків присутні плоди й насіння рослин, водорості, спори та пилок наземних рослин, зуби акул та інше. Покриваючі відкладення в розрізі не розкриті. Потужність — 8 м. Не потребує охорони.
Осинівські піщаники — відслонення на західній околиці села Осинове. Внаслідок роботи кар'єру на місці колишніх розрізнених відслонень розкритий розріз піщаної товщі середнього еоцену, представлений пісками строкатозабарвленими, нешаруватими, горизонтальношаруватими та косошаруватими, в основі залягають лінзи кварцитоподібних пісковиків. Загальна потужність розкритого розрізу сягає понад 15 м. Утворення конгломератів з «осинівським комплексом фауни», завдяки котрим було виділено геологічну пам'ятку — внаслідок роботи кар'єру, не збереглися. Потребує нагляду.

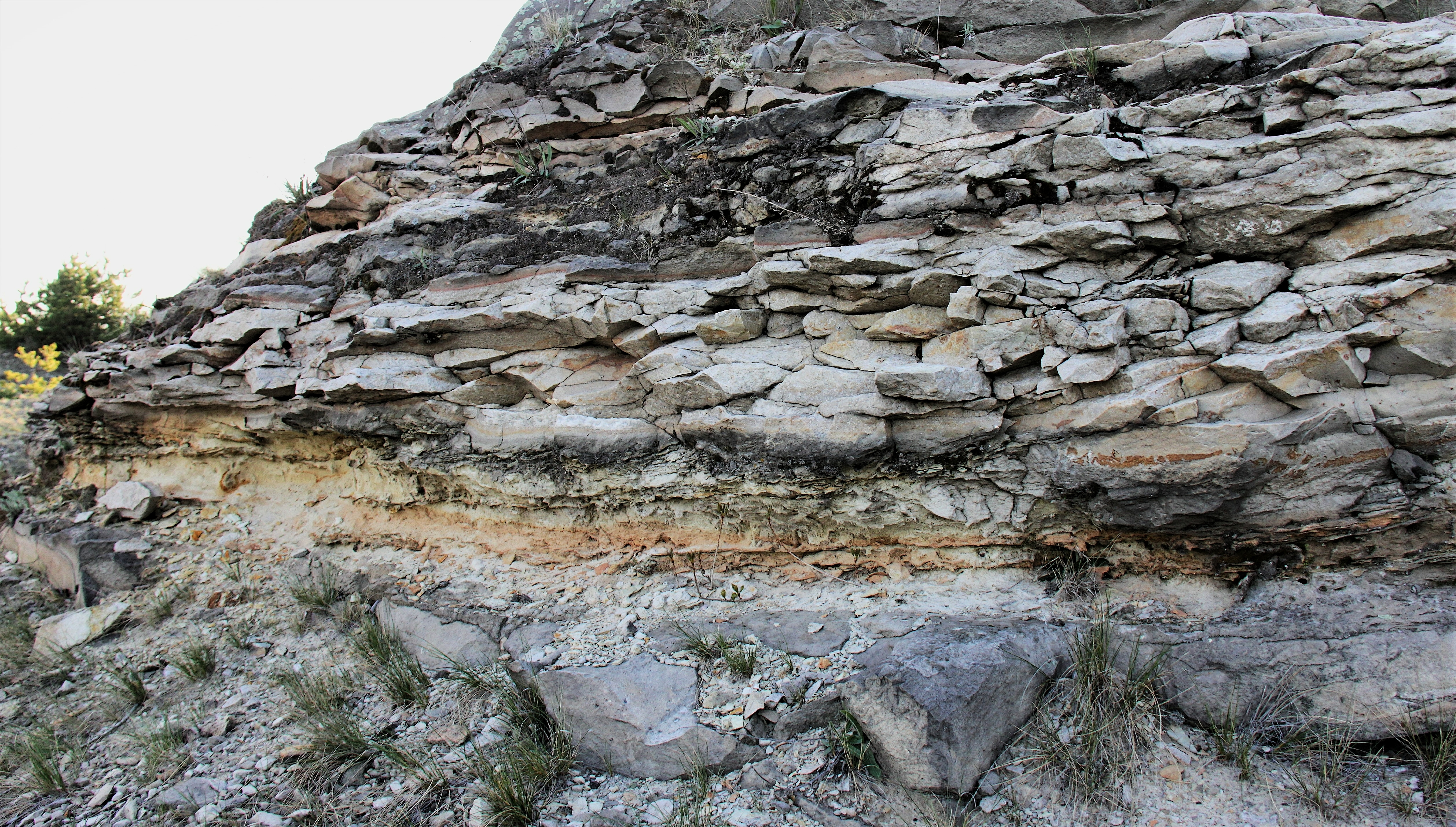
Відслонення пісковиків в Осиновому
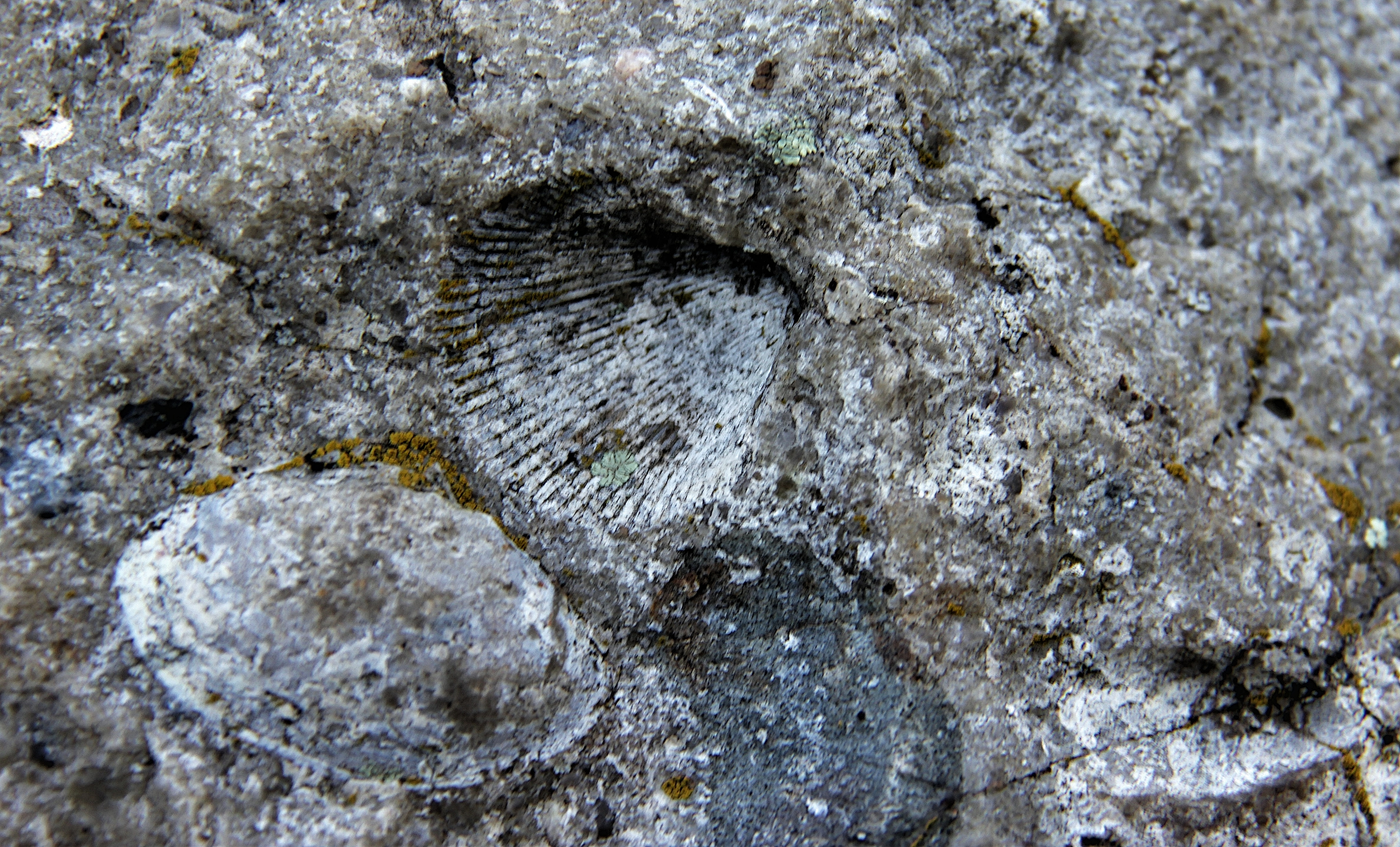
Представник осинівського фауністичного комплексу

## Щастинський район
На території Щастинського району присутні 4 геологічні пам'ятки, 2 з яких оформлені офіційно як місцевого значення.
Баранячі лоби — геологічна пам'ятка місцевого значення, унікальні скельні відслонення мергелю кампанського ярусу верхньої крейди заввишки 50 м поблизу села Айдар-Миколаївка на високому правому березі річки Айдар. Об'єкт окремої охорони не потребує.
Бахмутівське відслонення (48°51′58″ пн. ш. 38°59′49″ сх. д. / 48.866° пн. ш. 38.997° сх. д.) — відслонення у кар'єрі з рештками фауни за 1 км західніше села Бахмутівка, ліворуч від дороги, що веде в село Дубове. Пам'ятка офіційно не оформлена, але й не потребує охорони. У кар'єрі знизу доверху спостерігається наступний розріз. Пісок світло-жовтий, кварцовий. У верхній частині малопотужні прошарки гравію. Поблизу покрівлі шару з'являються кварцово-фосфоритові жовна розміром до 20 см. На цьому рівні зустрічаються: зуби і хребці акул, кістки, хребці та зуби кісткових риб, кістки черепах (10 м). Вище алевроліт білий, вапняний, у нижній частині містить жовна фосфориту. В алевроліті зустрічаються мушлі двостулкових молюсків (2 м). Палеонтологічний об'єкт, що потребує охорони.
Великочернігівське відслонення — відслонення за 300 м на північний захід від села Велика Чернігівка, по правому схилу долини річки Ковсуг. На розмитій поверхні опокоподібних глинисто-алевролітових порід зборнайсько-рогальського віку, з озалізненим гравійно-галечним прошарком у основі залягає зеленувато-сіра глина, місцями окременіла, опокоподібна з прошарками дрібнозернистого піску, кварцитоподібних пісковиків, алевритів і алевролітів. По простяганню глинисті пилуваті й піщані складові порід змінюються в широких межах. По всьому розрізу характерна присутність добре окатаної гальки та гравійних зерен чорного кременю. З органічних залишків зустрічаються поганого збереження відбитки і ядра молюсків, відбитки рослин (1,2 м). Вище зеленуватих глин залягають світло-сірі й білі дрібнозернисті піски, що відносяться до хрестовських шарів. Об'єкт окремої охорони не потребує.

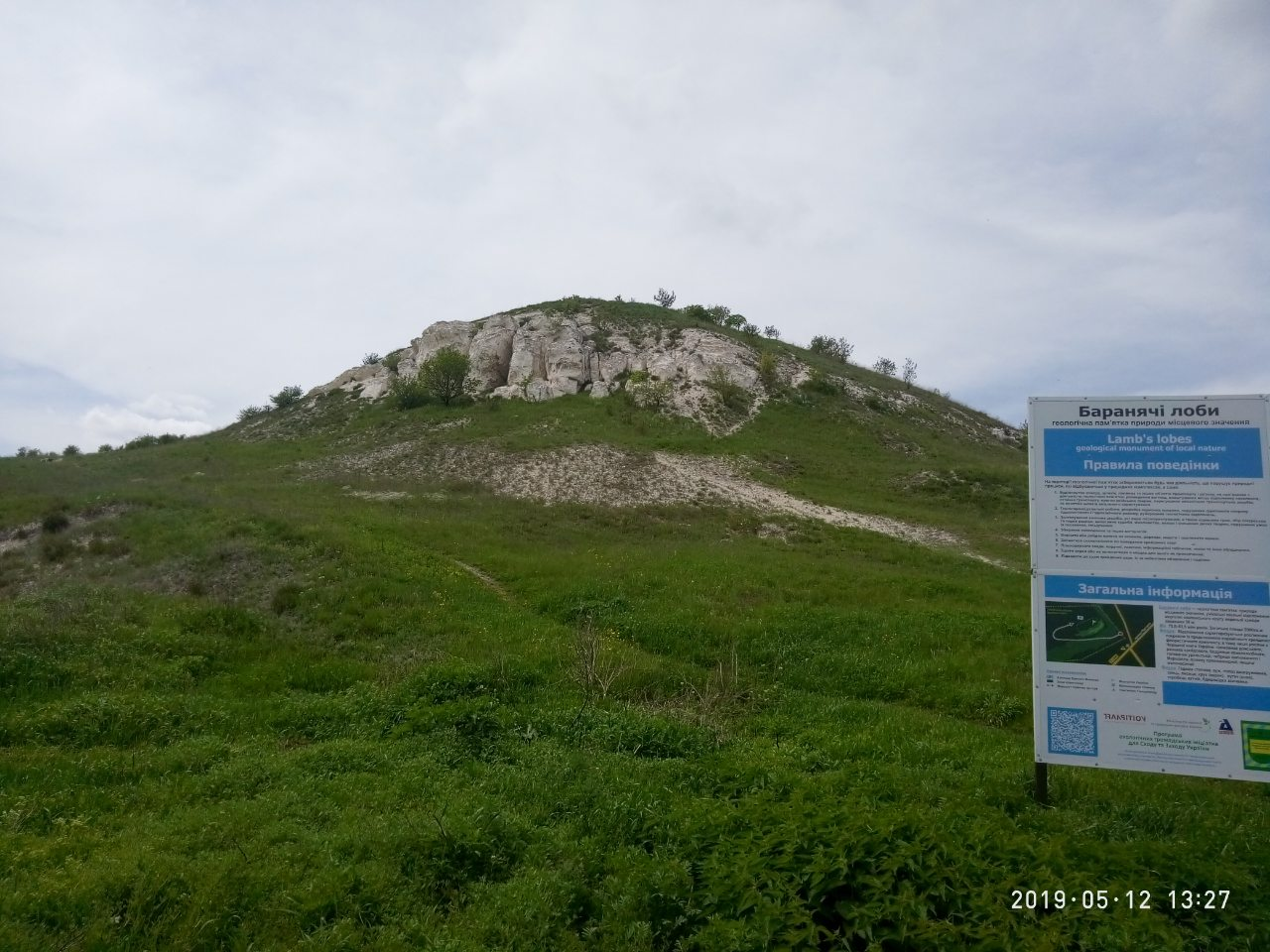
Баранячі лоби
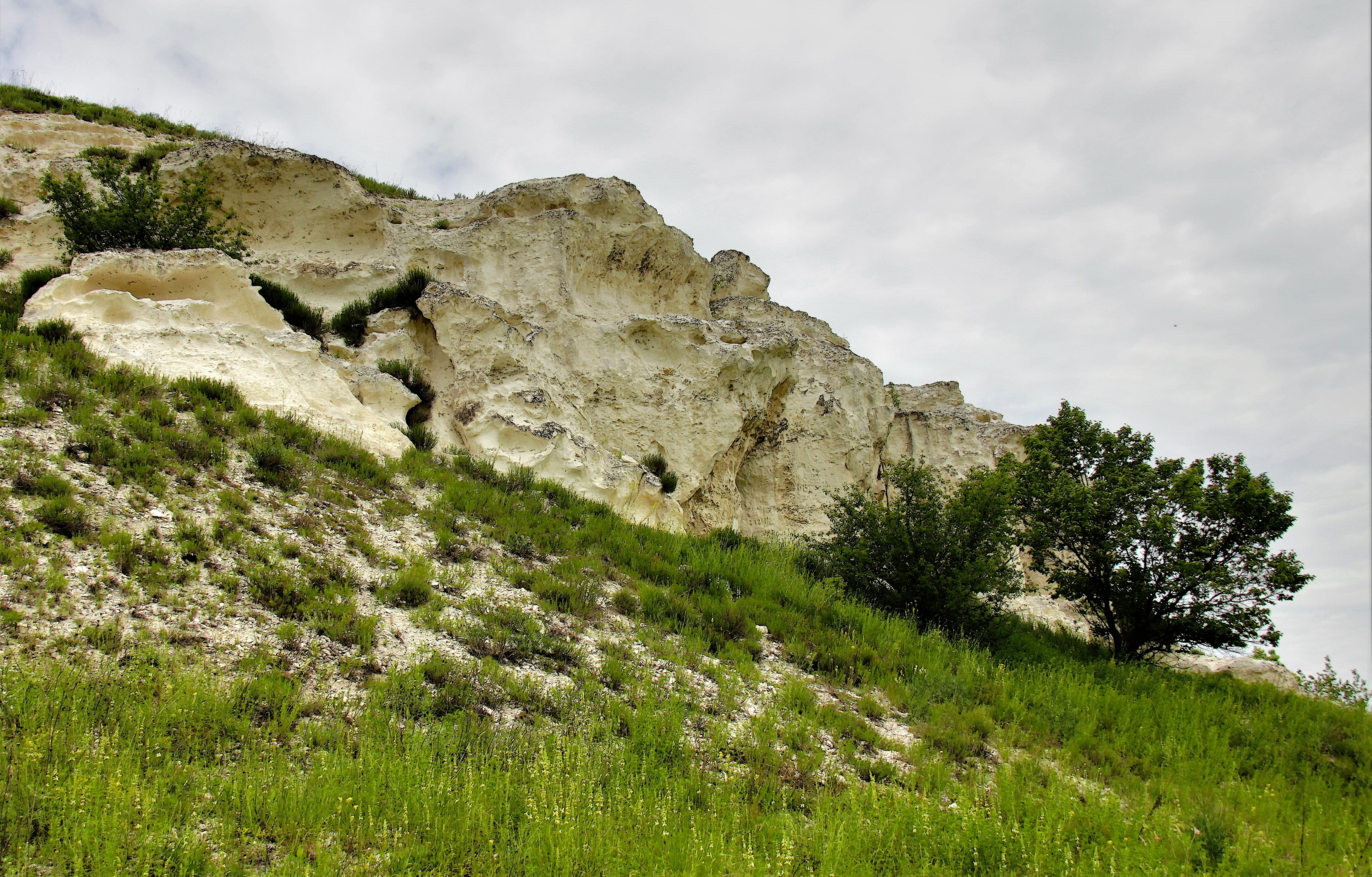
Баранячі лоби

Причепилівська — відслонення пісків і гранітних пісковиків Марфинського терасового рівня на території Лотиківської селищної ради. Кар'єр за 500 м на північ від села Причепилівка, лівий схил балки Свиняча, поблизу впадіння її в річку Сіверський Донець. Відслонення є стратотиповим для причепилівських шарів маастрихського ярусу, що виділяються у Північному Донбасі. У кар'єрі зверху вниз відслонюються київська світа (шари 1-2), безпосередньо причепилівські шари (3-8). На даний час кар'єр не експлуатується. Розробка пісків для місцевих потреб епізодично проводиться поблизу автомобільної дороги, що веде до села Причепилівка (шари 5, 6, 7). Уступи кар'єру задерновані й для їх розтину потрібне розчищення. Стратиграфічний об'єкт, що потребує нагляду.